# Biserica de lemn din Mănăstirea Izbuc

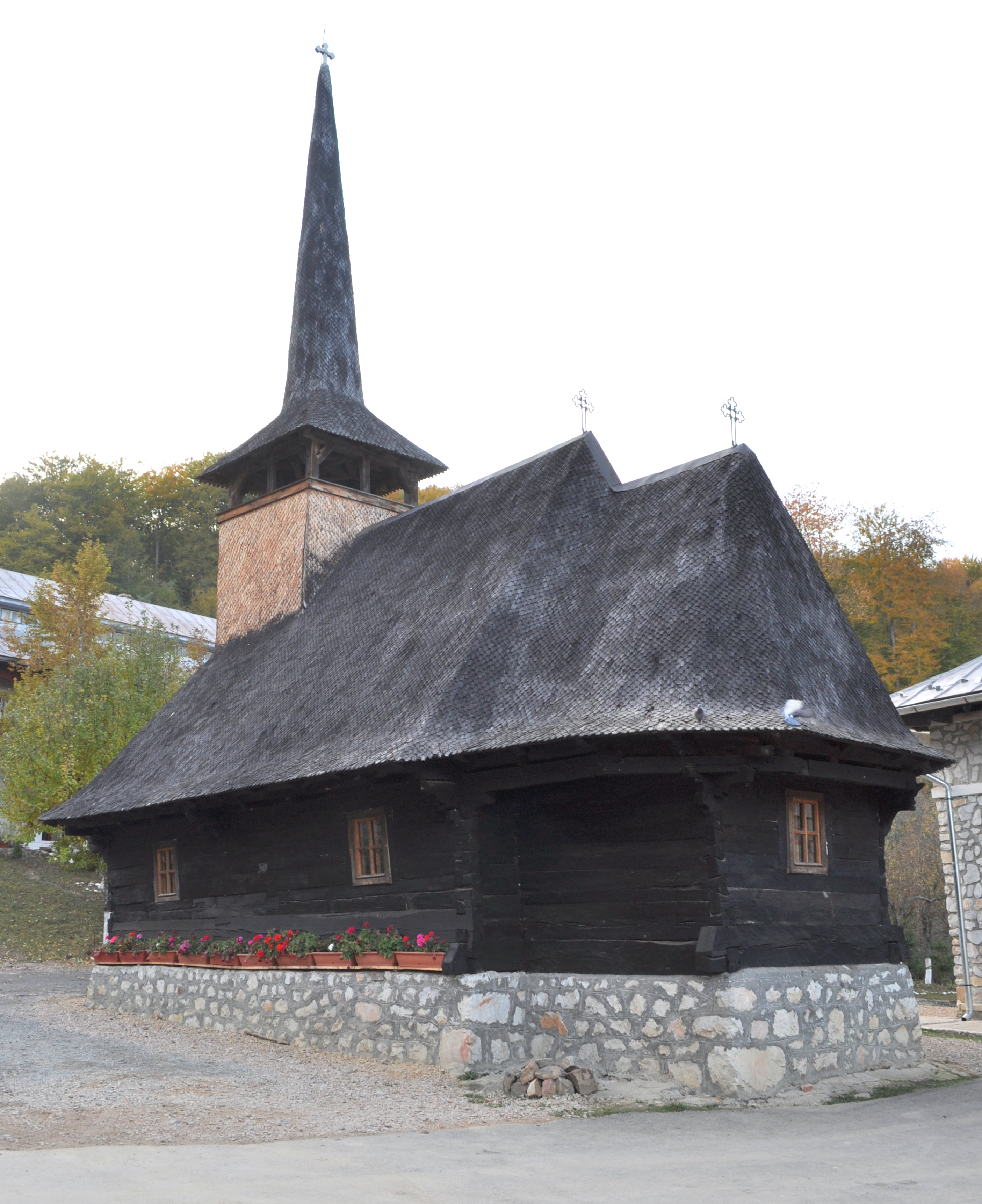
Biserica de lemn „Adormirea Maicii Domnului” de la Mănăstirea Izbuc, comuna Cărpinet, județul Bihor, foto: octombrie 2011.

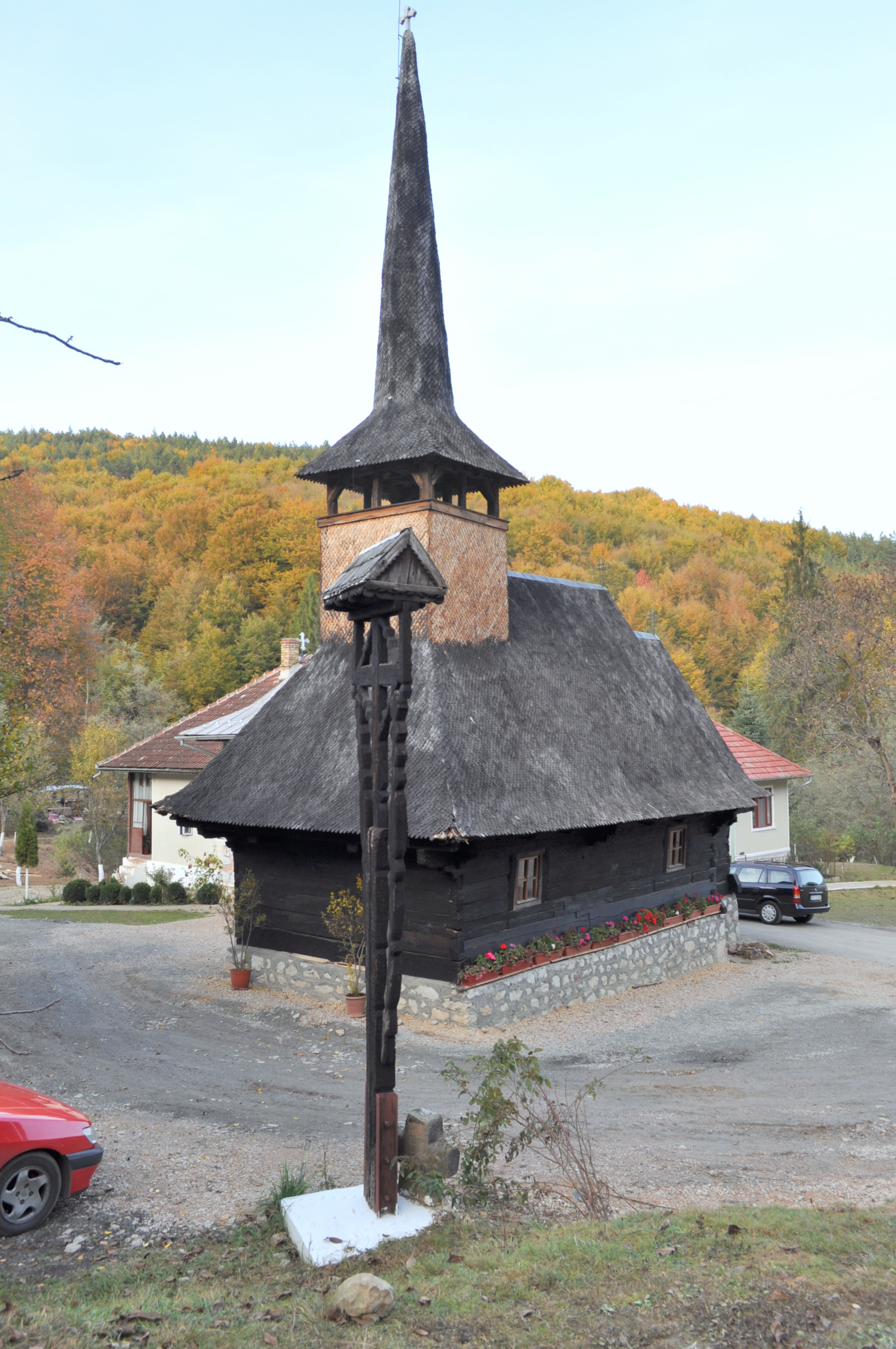
Biserica de lemn „Adormirea Maicii Domnului” de la Mănăstirea Izbuc, comuna Cărpinet, județul Bihor, foto: octombrie 2011.

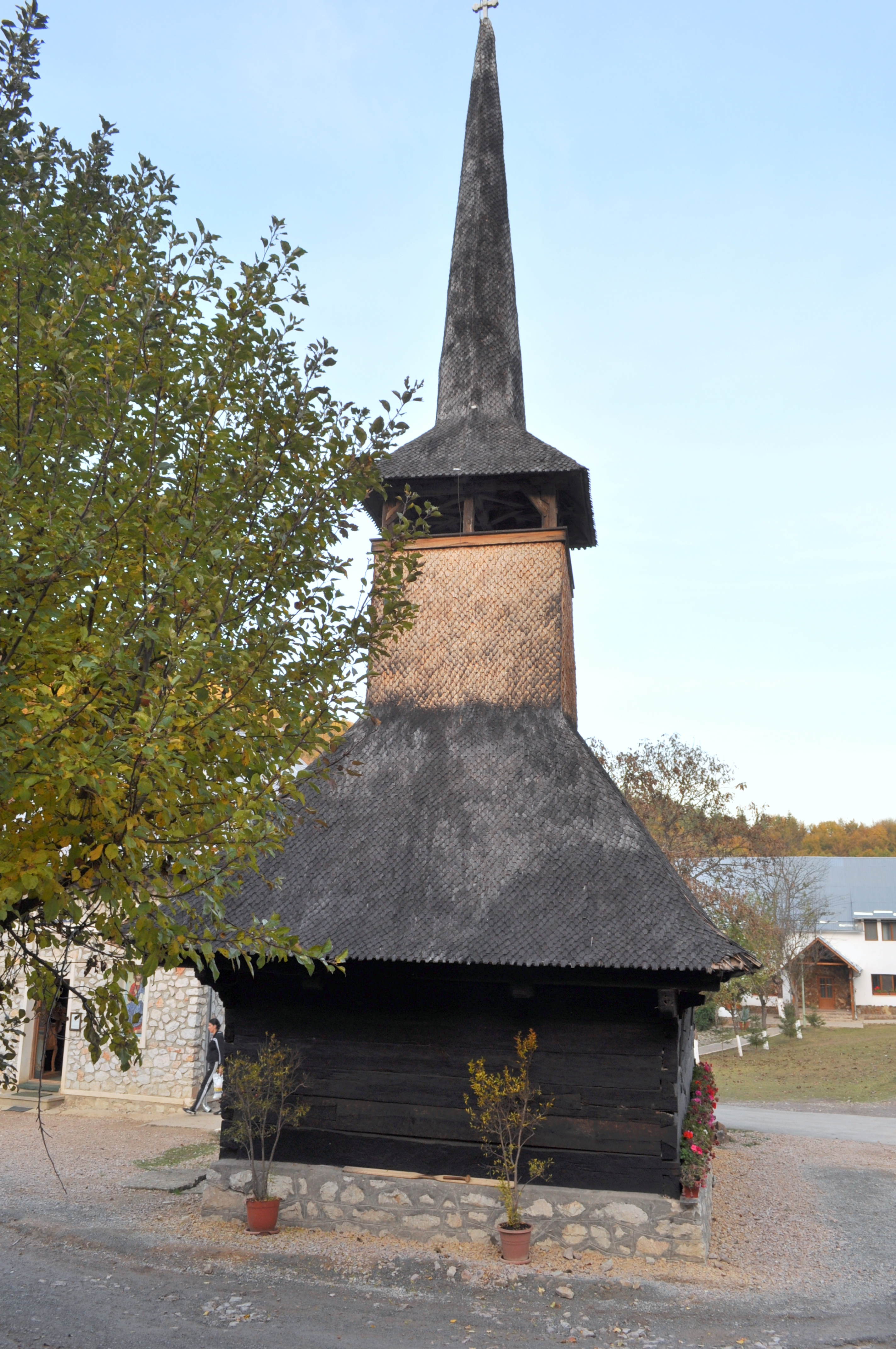
Biserica (vest)

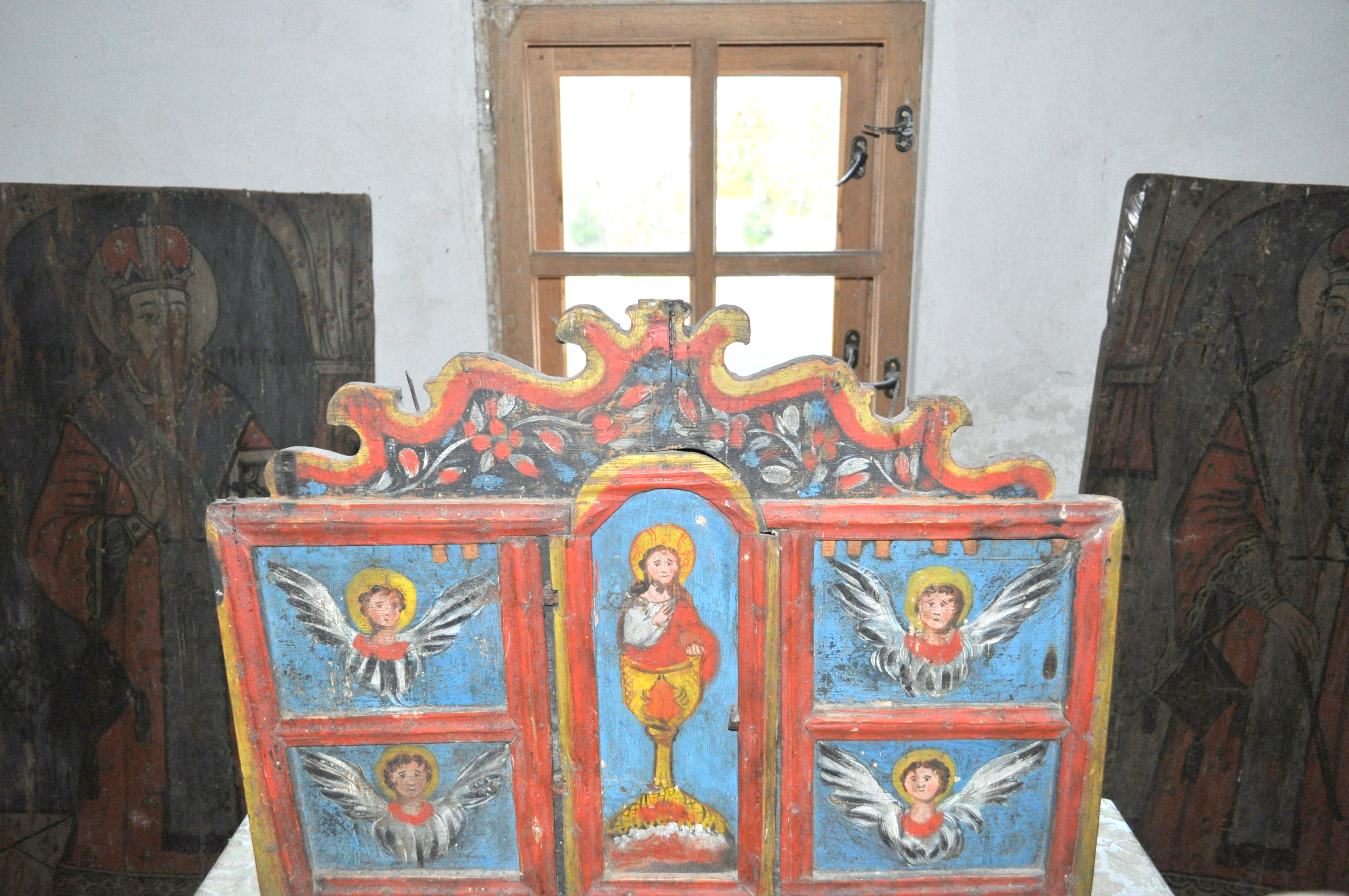
Chivot

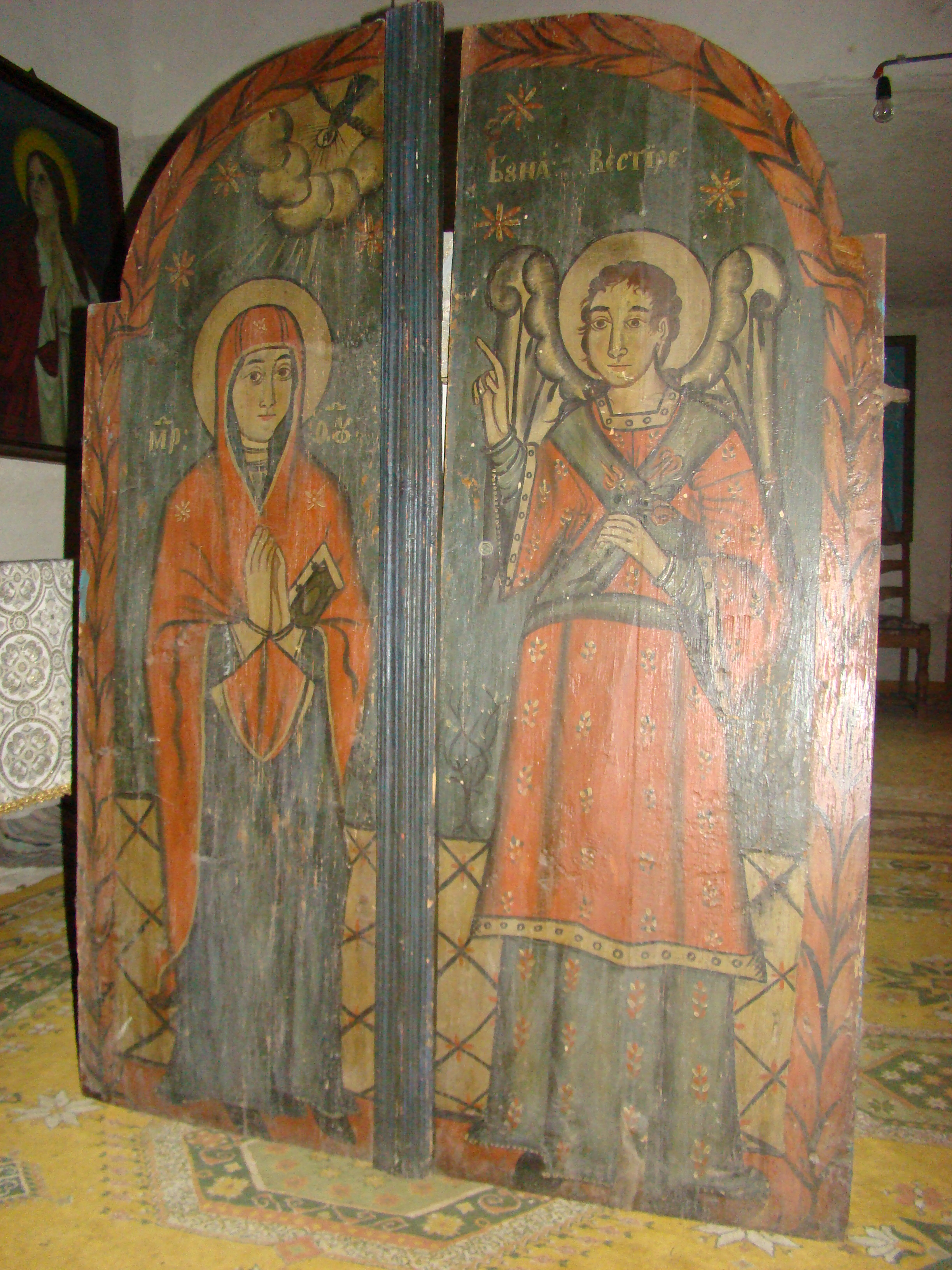
Ușile împărătești: Buna Vestire

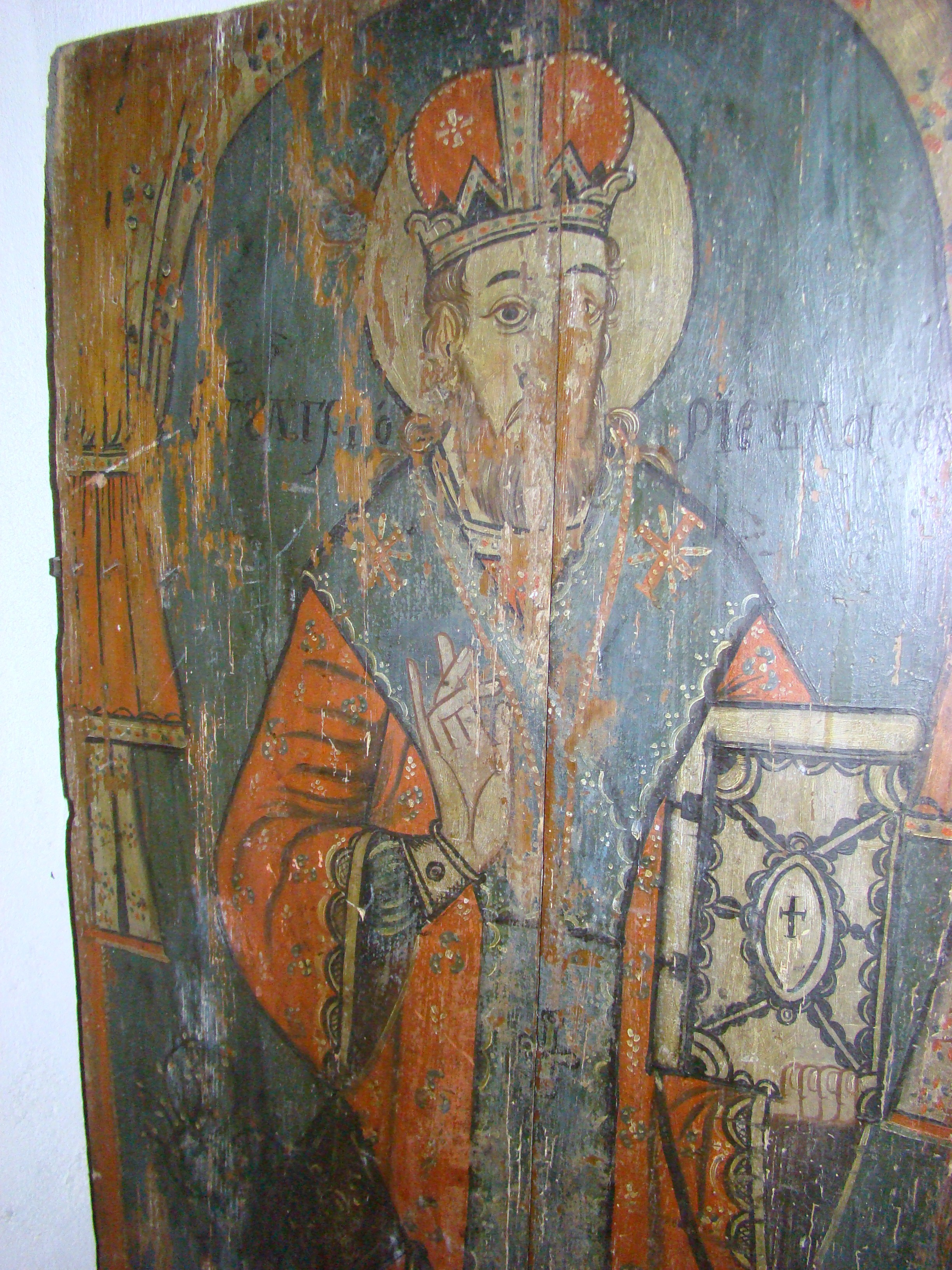
Ușă diaconească

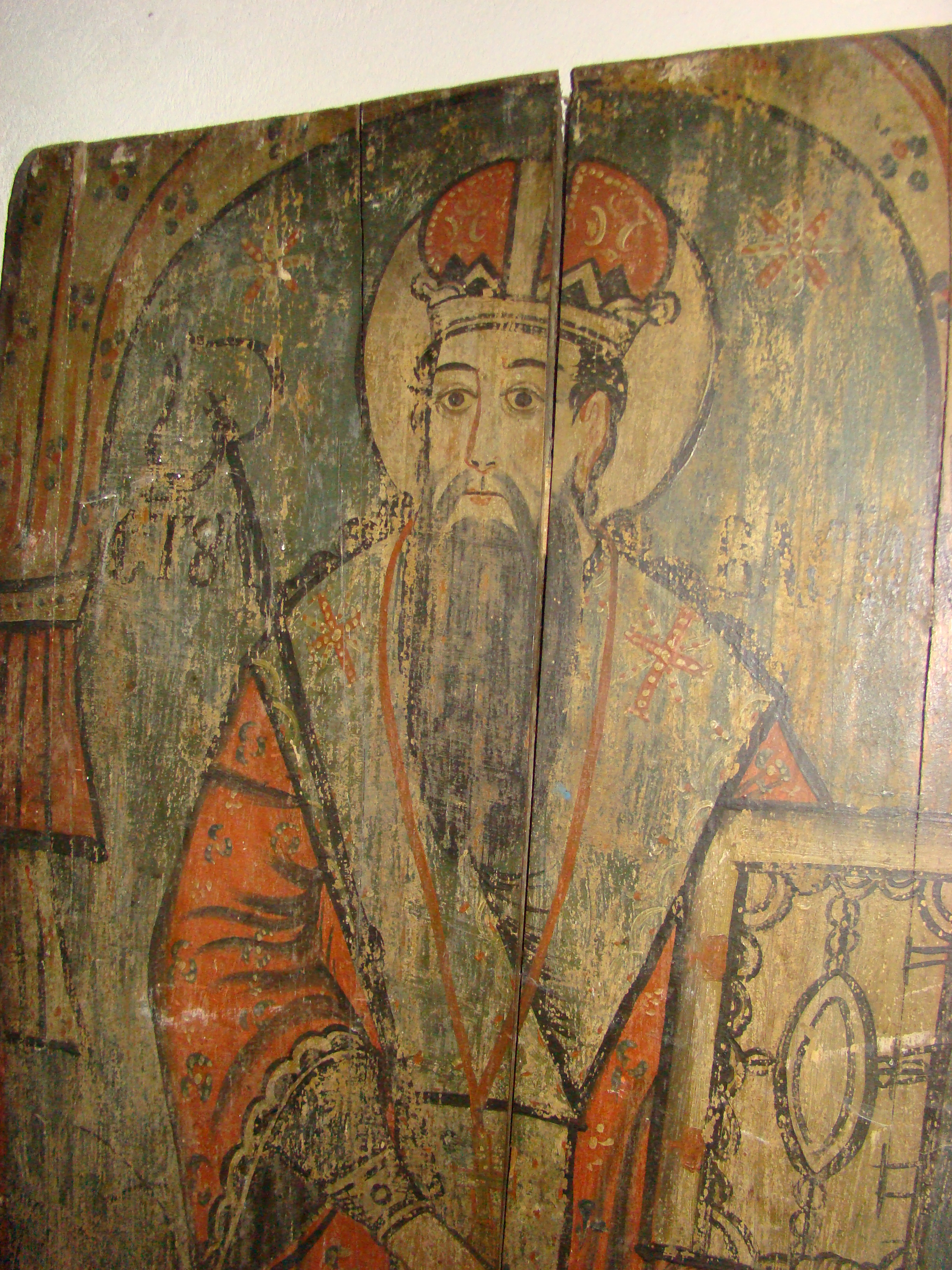
Ușă diaconească

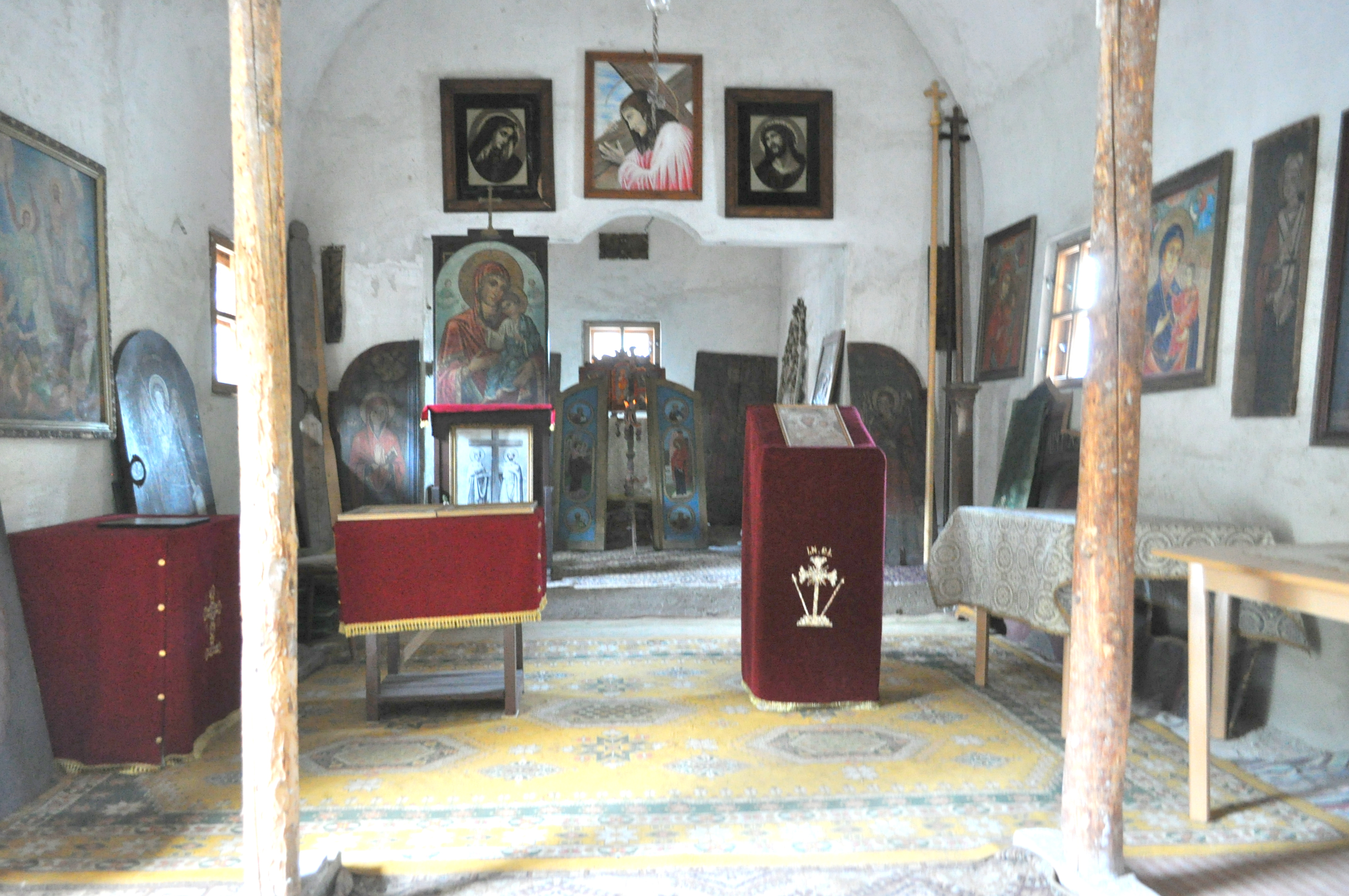
Interiorul navei

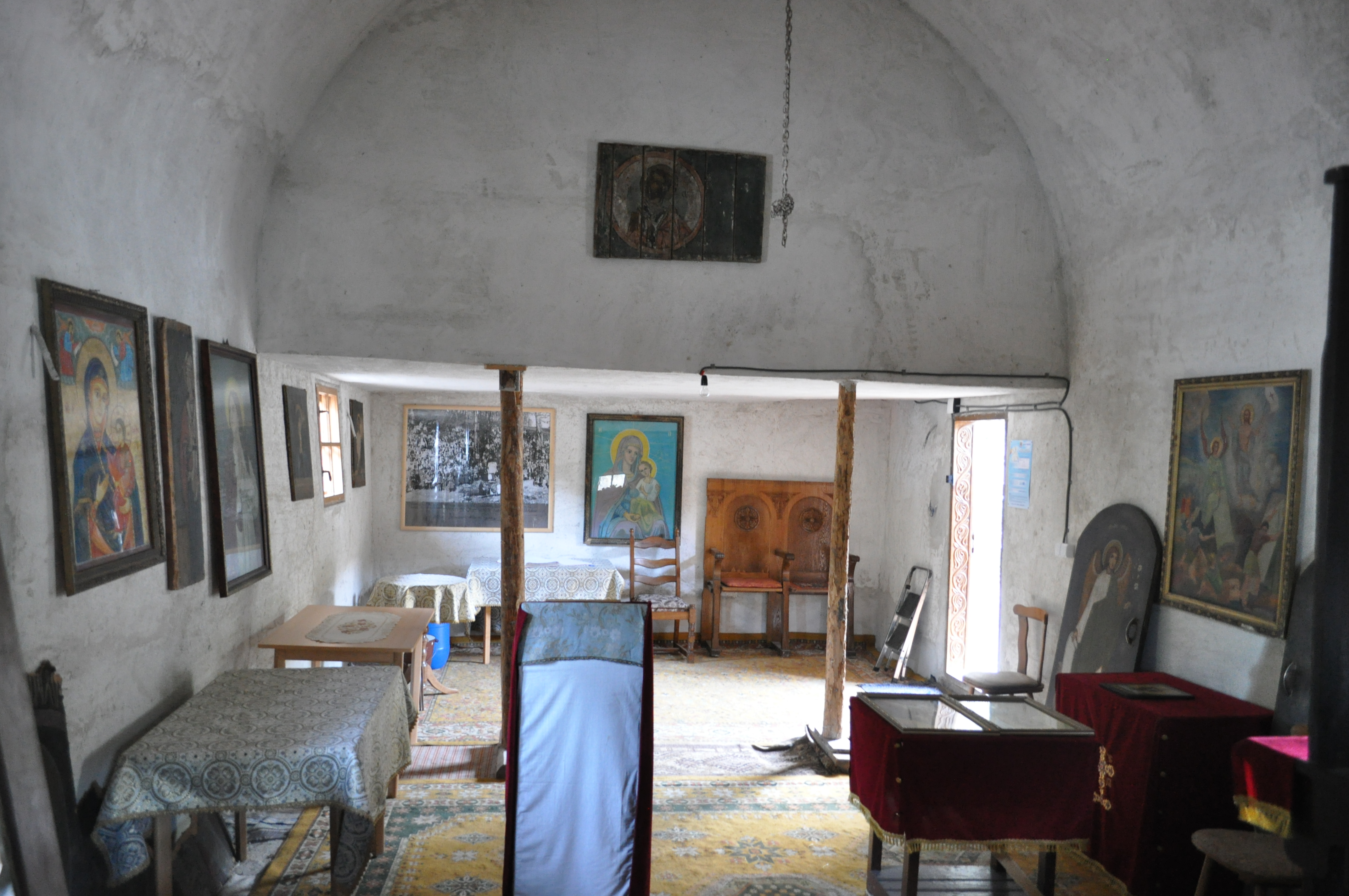
Interiorul navei spre ieșire

Biserica de lemn din Mănăstirea Izbuc, comuna Cărpinet, județul Bihor, datează din secolul XVII. Are hramul „Adormirea Maicii Domnului”. În ciuda vechimii și valorii sale arhitectonice, biserica nu se află pe noua listă a monumentelor istorice.

## Istoric și trăsături
În anul 1924, savantul Simion Mehedinți, împreună cu un grup de studenți și cercetători de la Universitatea București, în peregrinările lor științifice prin Munții Apuseni, au ajuns și în căldarea carstică de la Izbuc, în care misticul izvor de la Călugări își destăinuia faimoasa apariție. Conștient de valoarea sacră, unică, a acestor locuri de la Izbuc, i-a propus Episcopului Roman Ciorogariu (primul episcop ortodox al Oradiei după 1918) întemeierea unei mănăstiri în acest colț de țară. Ideea a fost îmbrățișată cu entuziasm de către Episcopul de Oradea, care a hotărât construirea la Izbuc a unei  mănăstiri. Episcopia a început demersurile pentru decretarea înființării ei legale; prin hotărârea Adunării eparhiale din 3 mai 1926, cere aprobarea canonică din partea Sfântului Sinod a cărui ratificare urmează cu data de 13 iunie 1928. Întemeierea faptică a mănăstirii, zidirea unei biserici și a chiliilor necesare vieții călugărești a întârziat încă destulă vreme. Împrejurările generate de marea criză economică erau grele. Episcopul Roman Ciorogariu trimite clerului și poporului din eparhie în 23 septembrie 1928 o frumoasă și pătrunzătoare scrisoare pastorală. În ea spune: «De când Dumnezeu ne-a învrednicit să păstorim... această eparhie...ne-am străduit s-o înzestrăm cu așezăminte duhovnicești ca să-și poată împlini cu sfințenie înalta misiune duhovnicească... De astă dată și întâia dată vin să vă cer... fârmituri din prisosințele voastre pentru un loc de închinare a sufletelor ce-și caută mântuire. Acolo în acei munți sfinți ai Bihariei e un izvor minunat, unde după tradiție și chiar după numele satului de lângă izvor, Călugări, odinioară a trebuit să fie o mănăstire».
Bisericuța de lemn, construită în 1696, a fost adusă din curtea tribunalului din Beiuș în anul 1954. Este construită în formă de navă pe fundație din bolovani de piatră. Are altar, naos și pronaos. Intrarea din pronaos în naos se face prin trei deschideri lăsate de cei doi stâlpi marginali și alți doi centrali din lemn.  Are o turlă de formă piramidală pe pronaos. Altarul este luminat de o fereastră la răsărit, iar naosul și pronaosul (fiecare) de câte o fereastră pe peretele de sud și câte una pe cel din nord. Toate ferestrele sunt simple, de formă aproape pătrată și au câte patru geamuri. Intrarea în biserică se face printr-o ușă din lemn, sculptată în exterior. Pardoseala este din scândură, iar acoperișul cu o streașină prelungită este din șindrilă. Pereții, ca și bolta, sunt tencuiți. Există un plan ca în bisericuță să fie amenajat un muzeu în care exponatele să fie obiecte de artă veche bisericească.

## Imagini din exterior

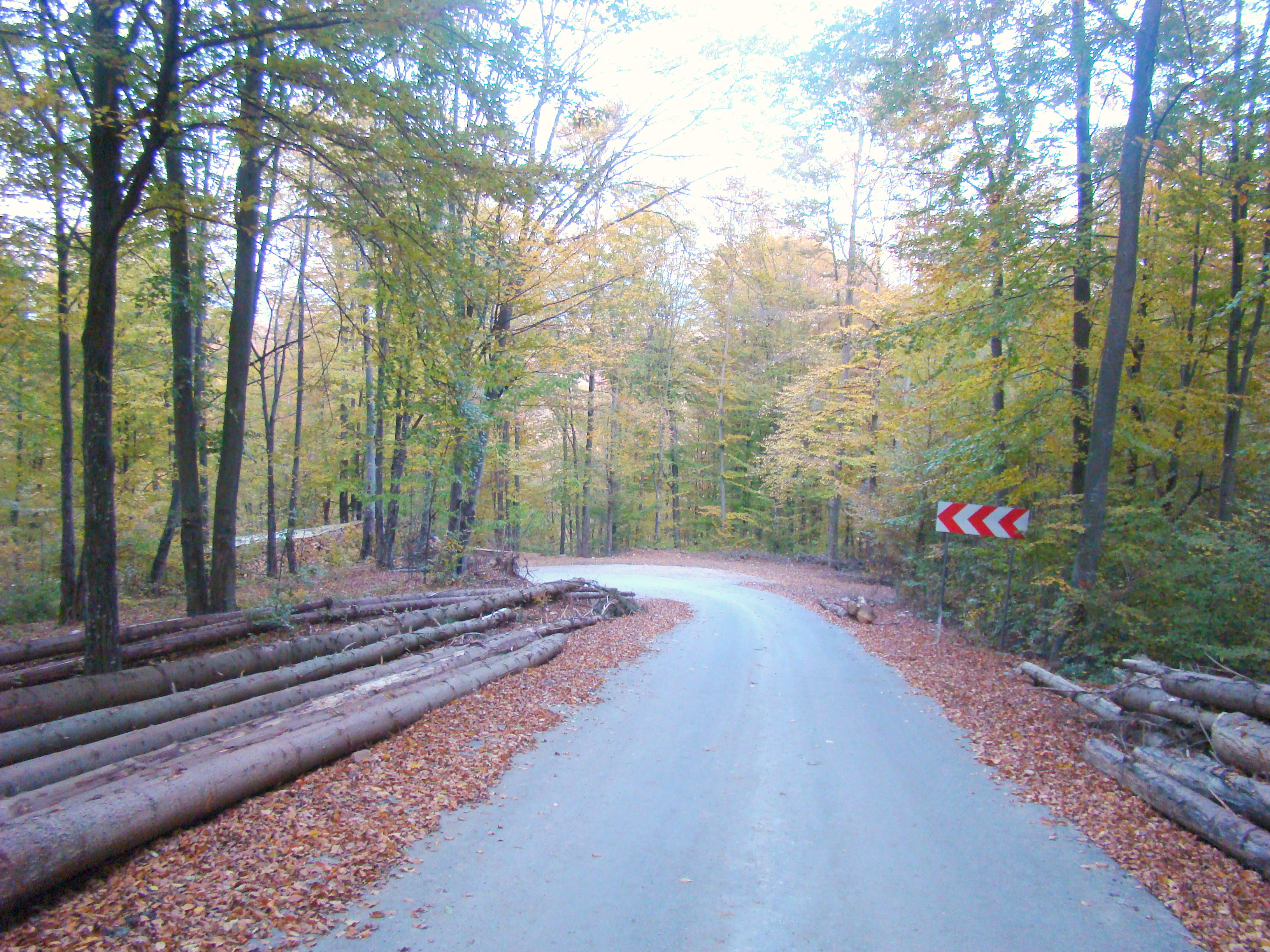
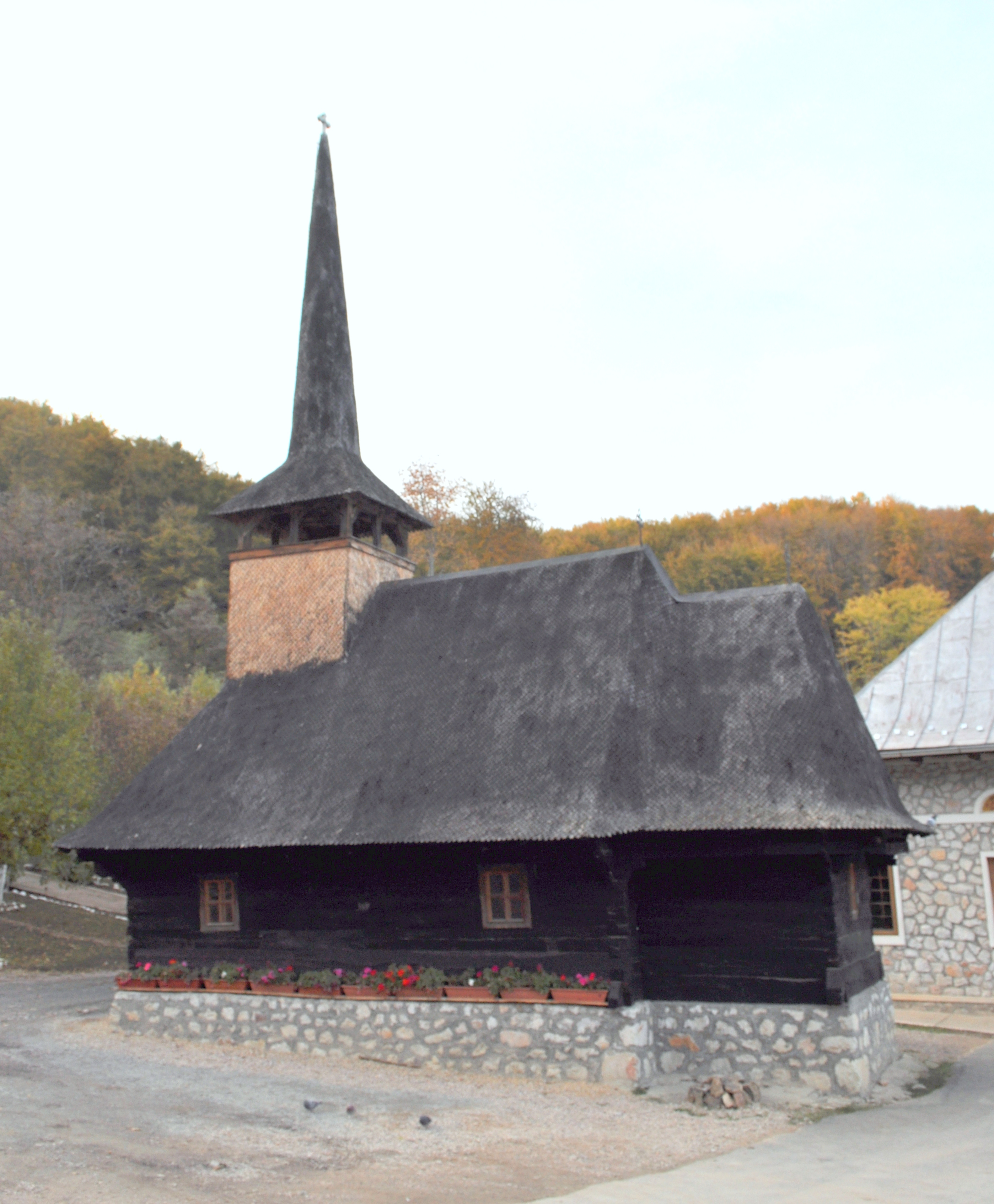
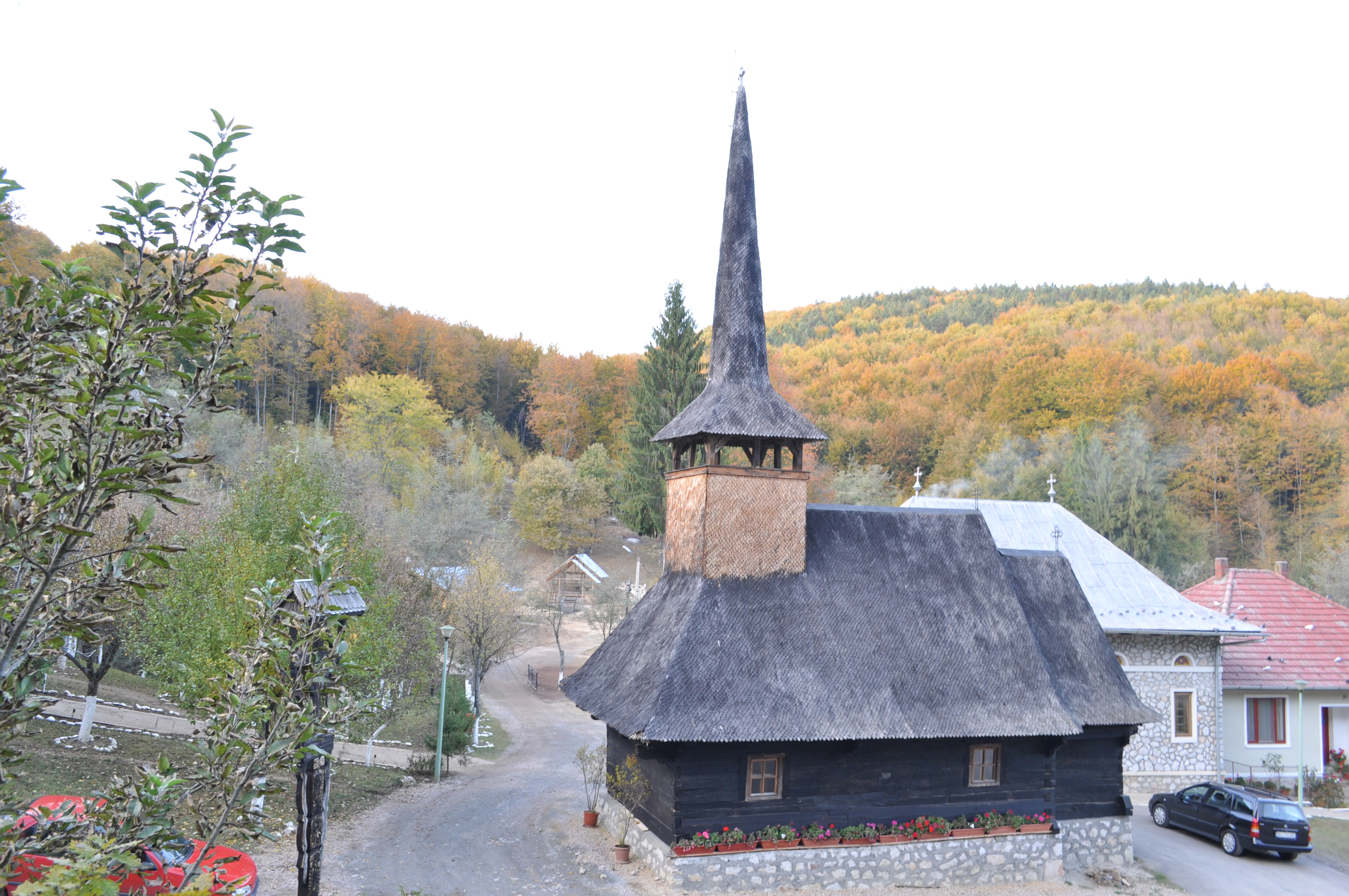
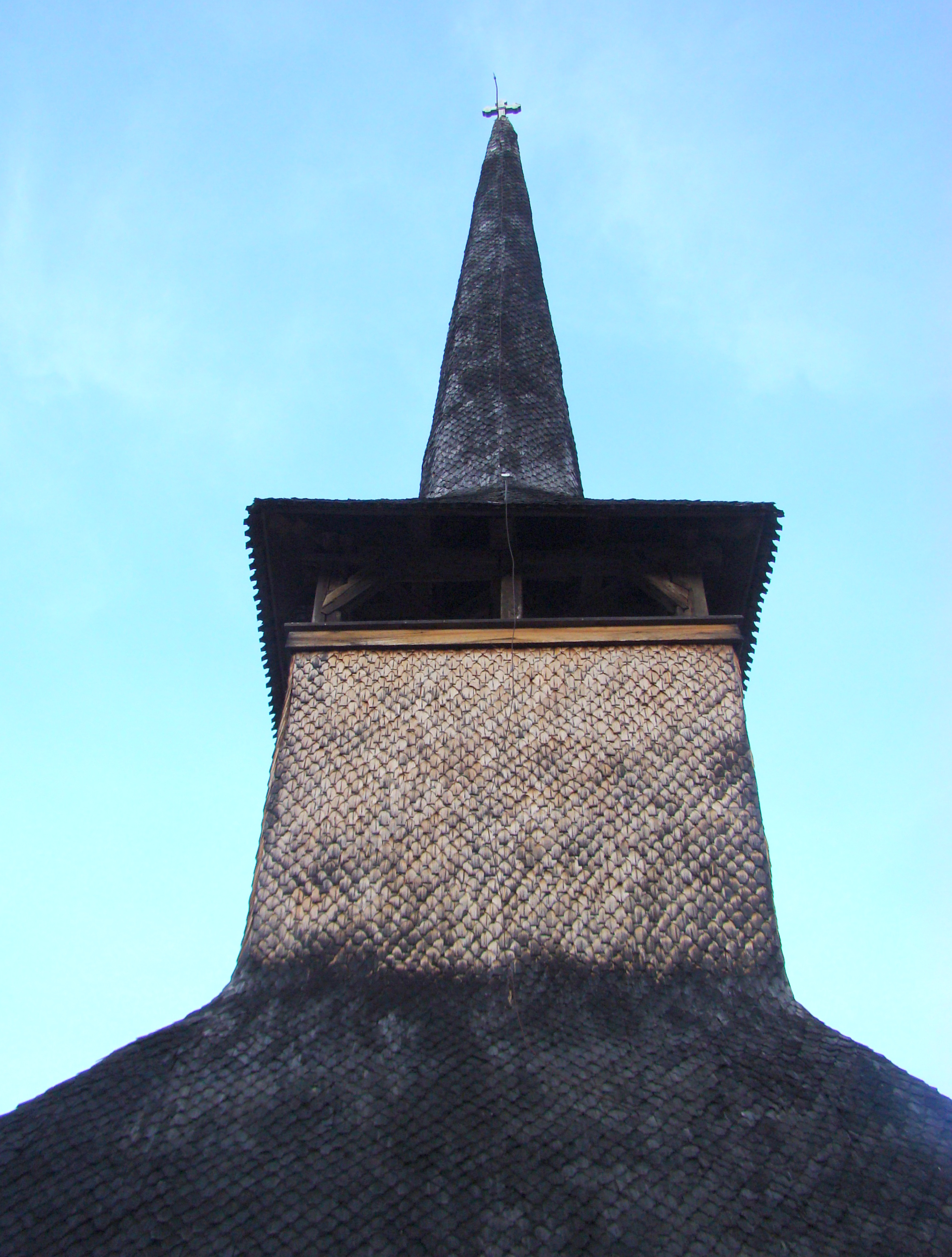
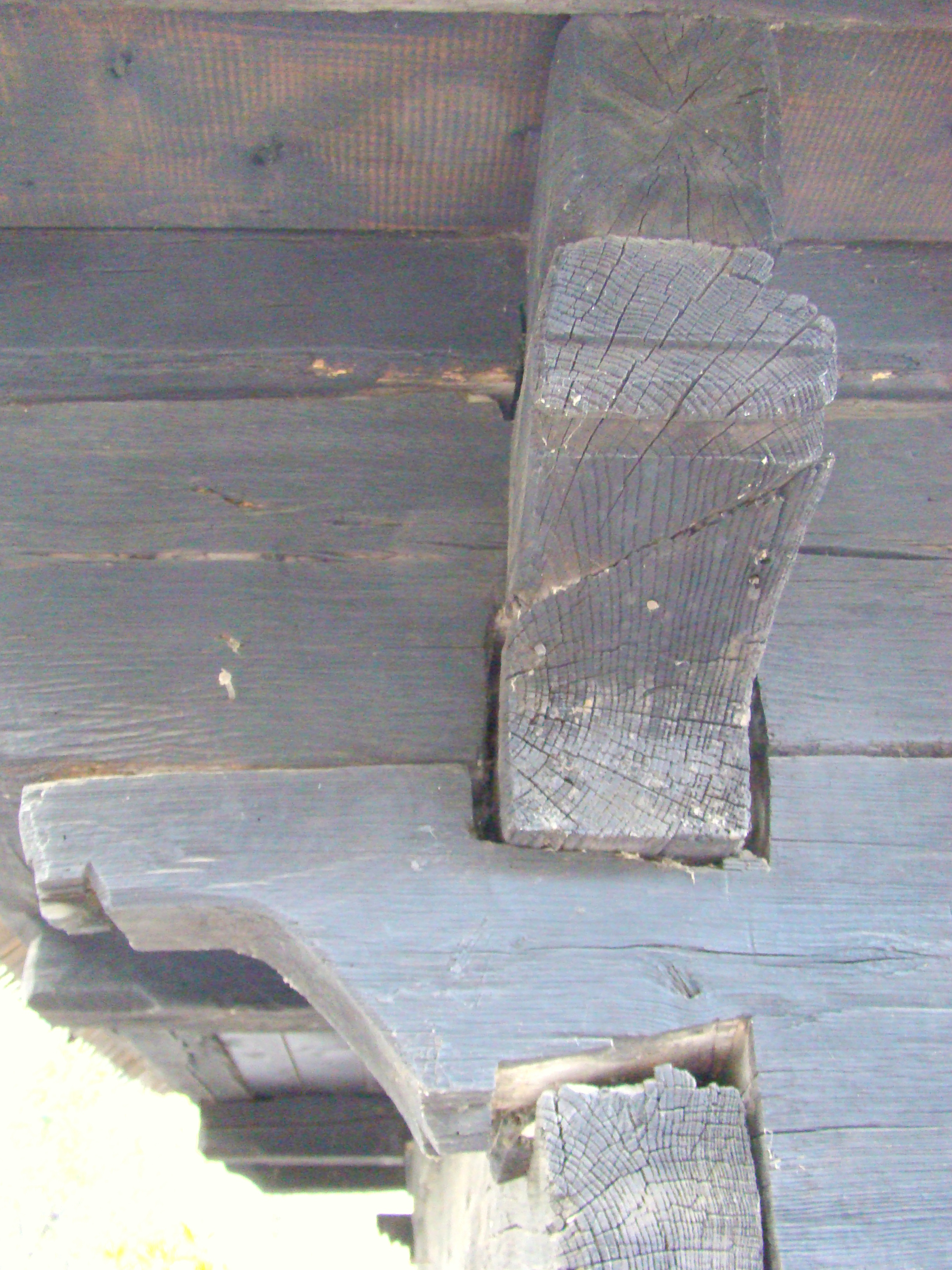
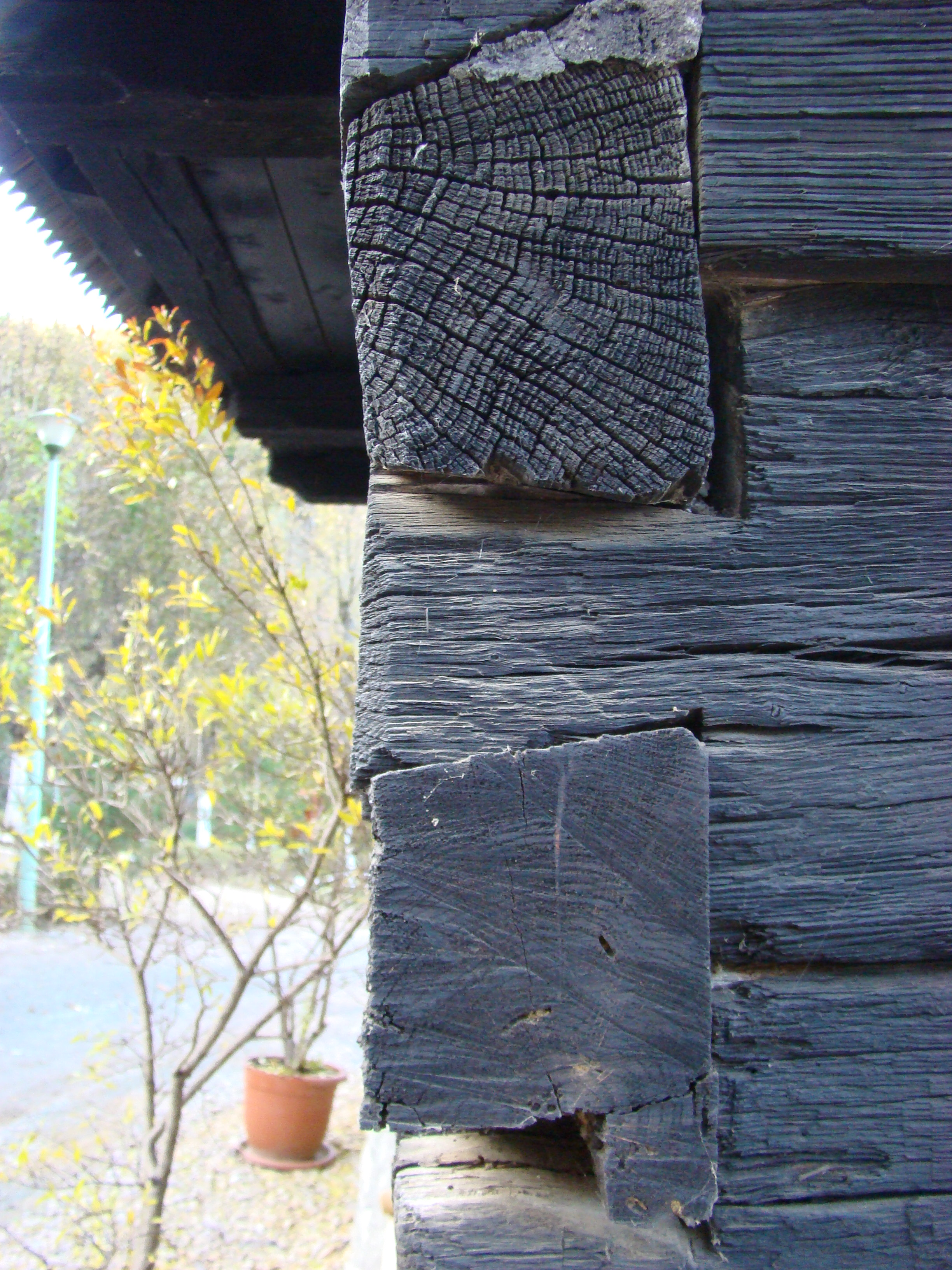
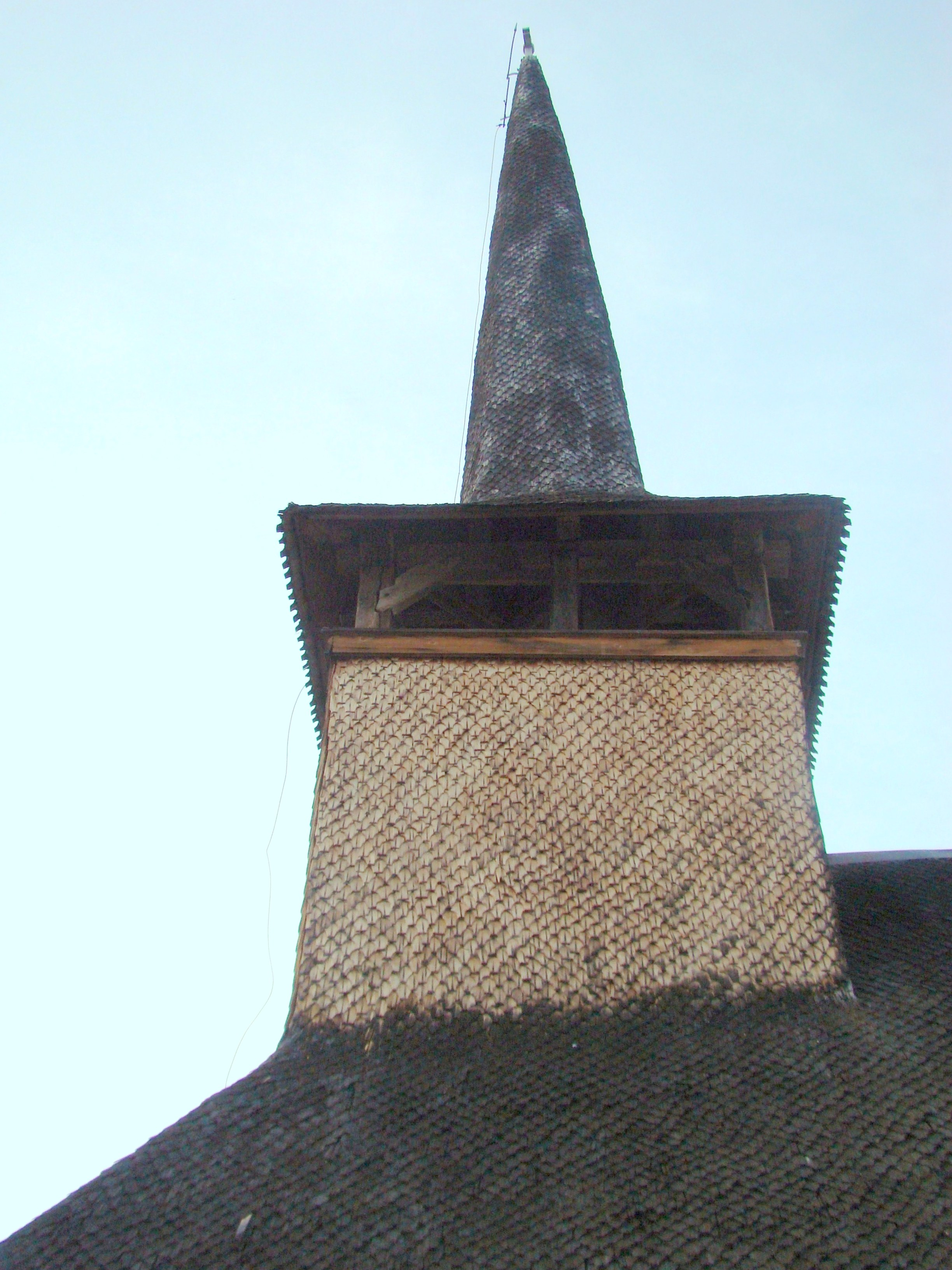
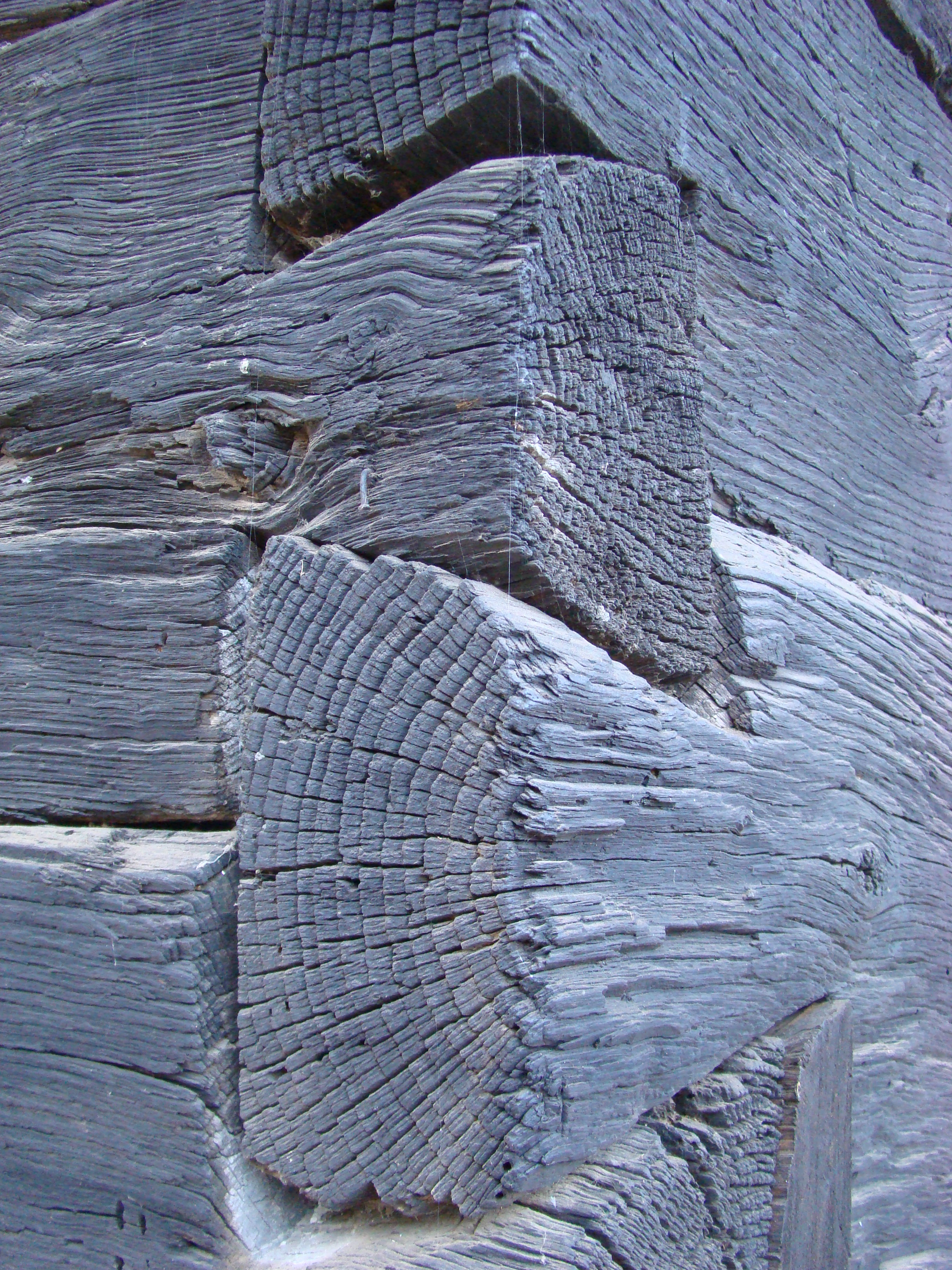
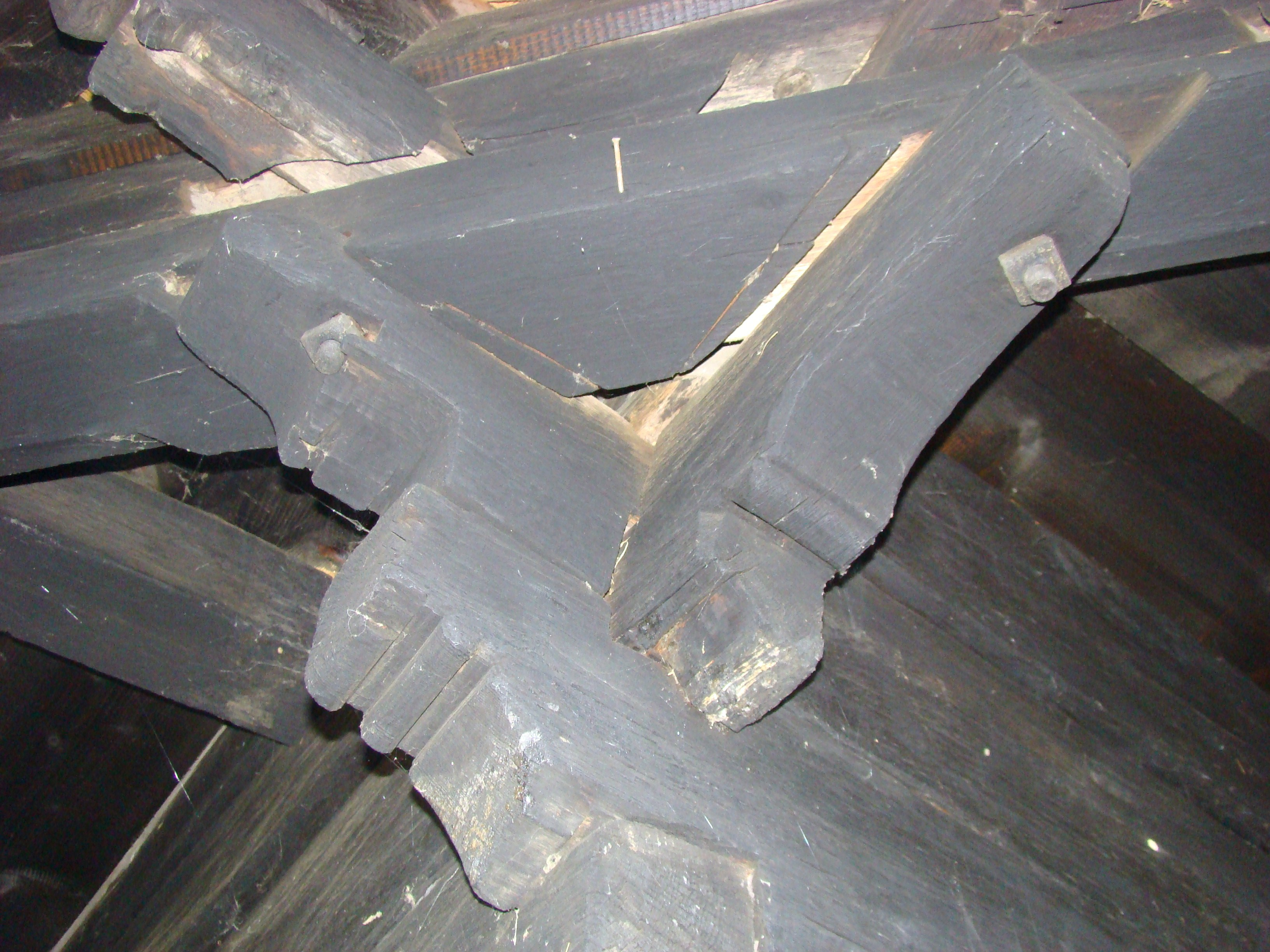
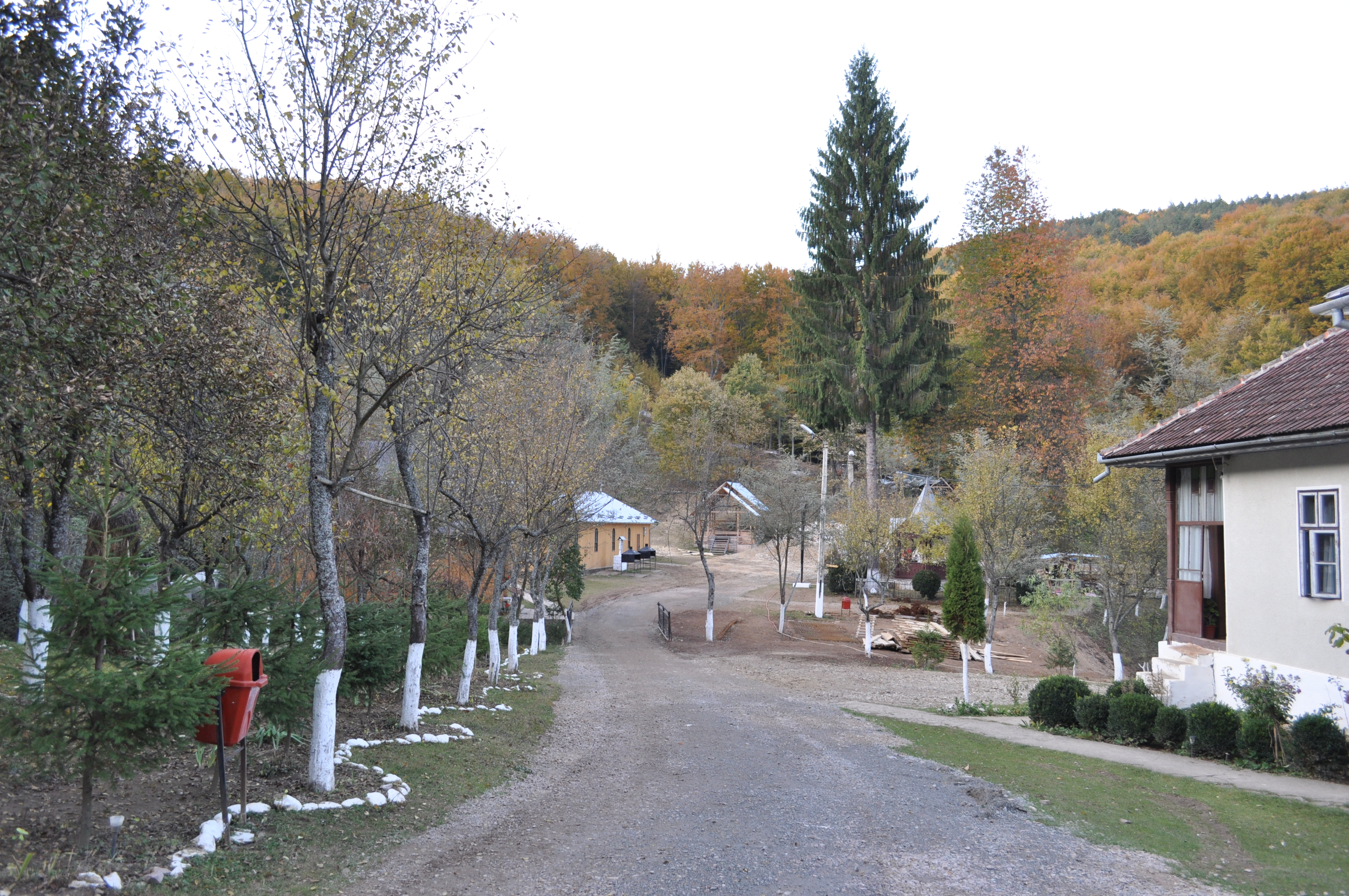
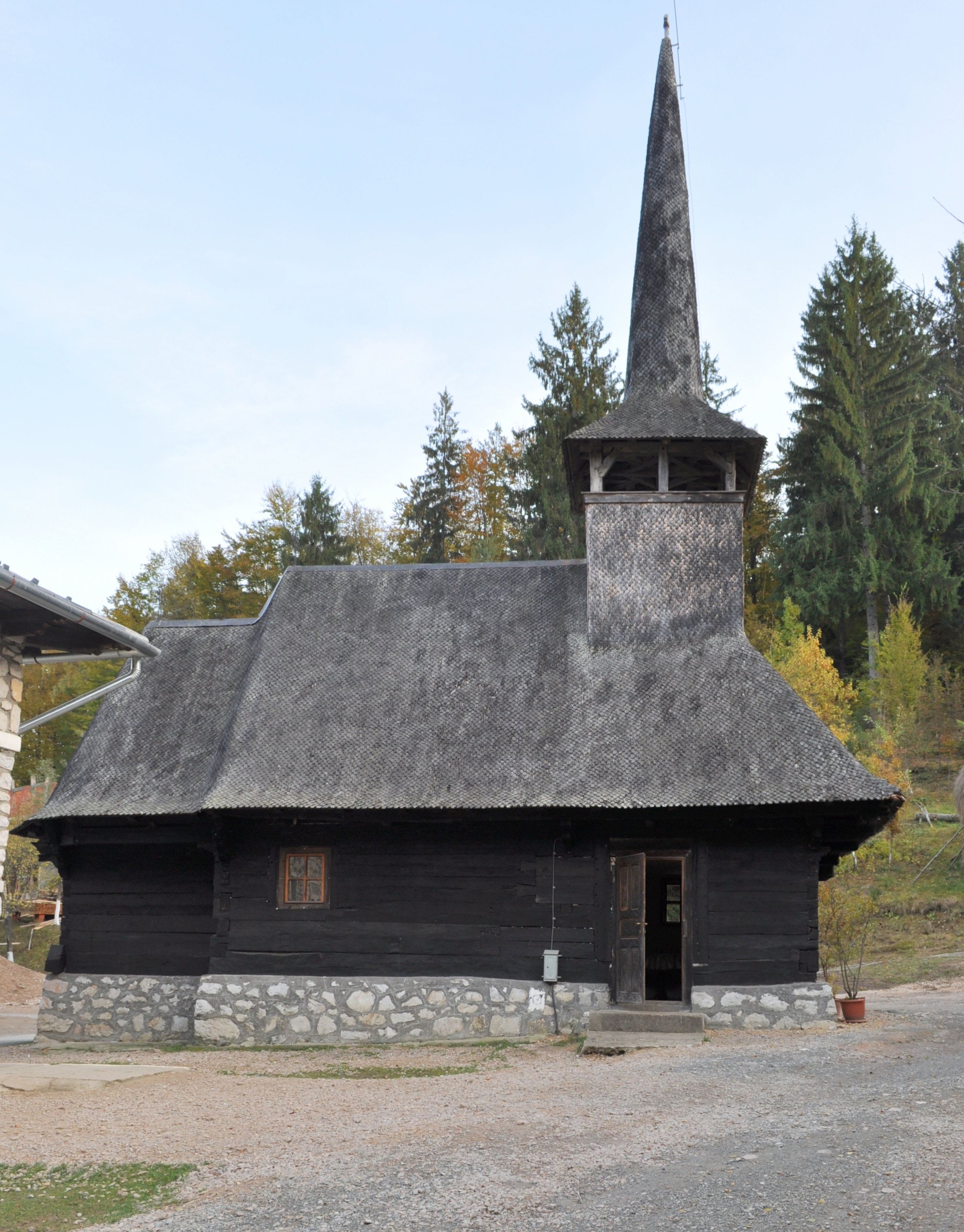
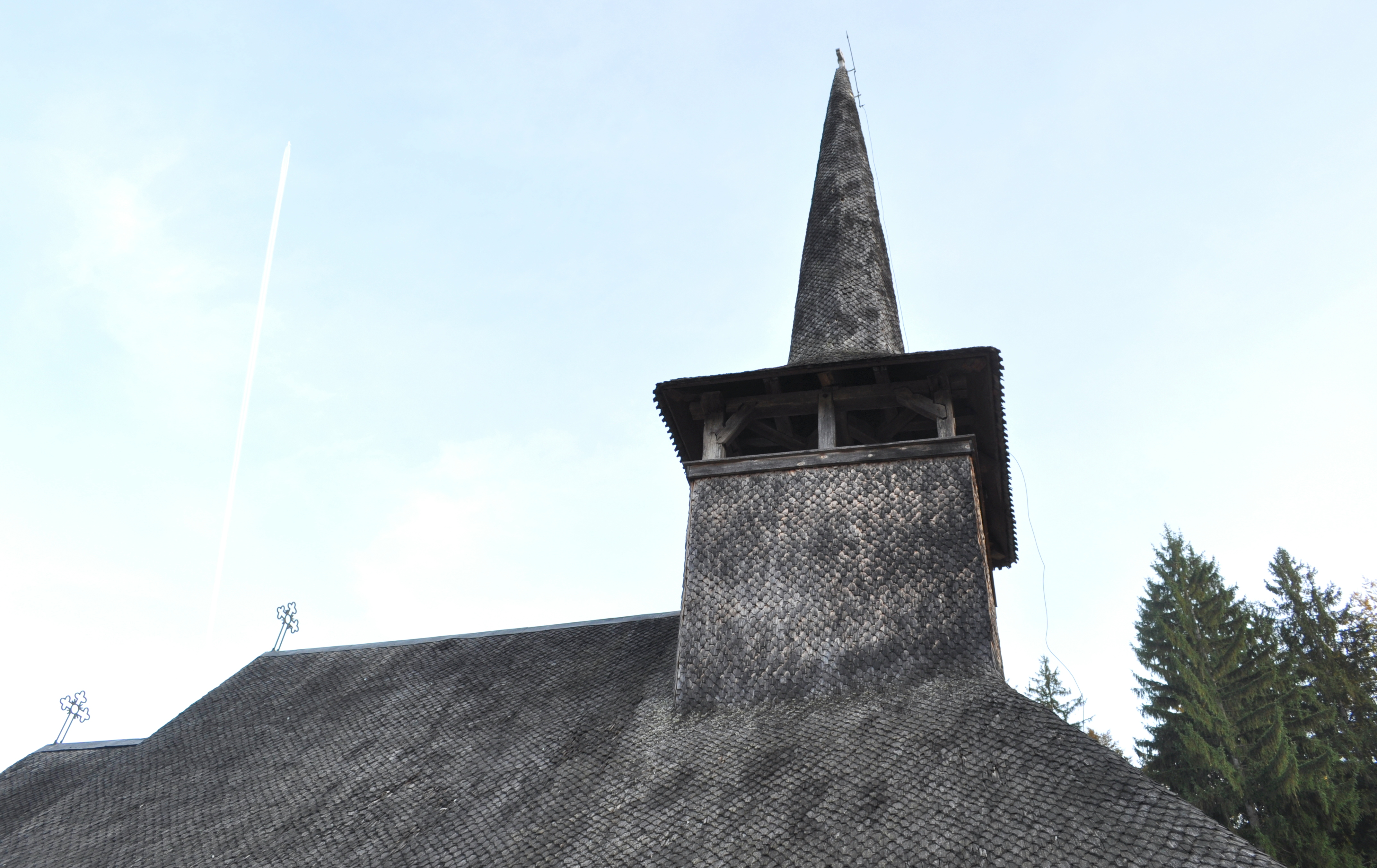
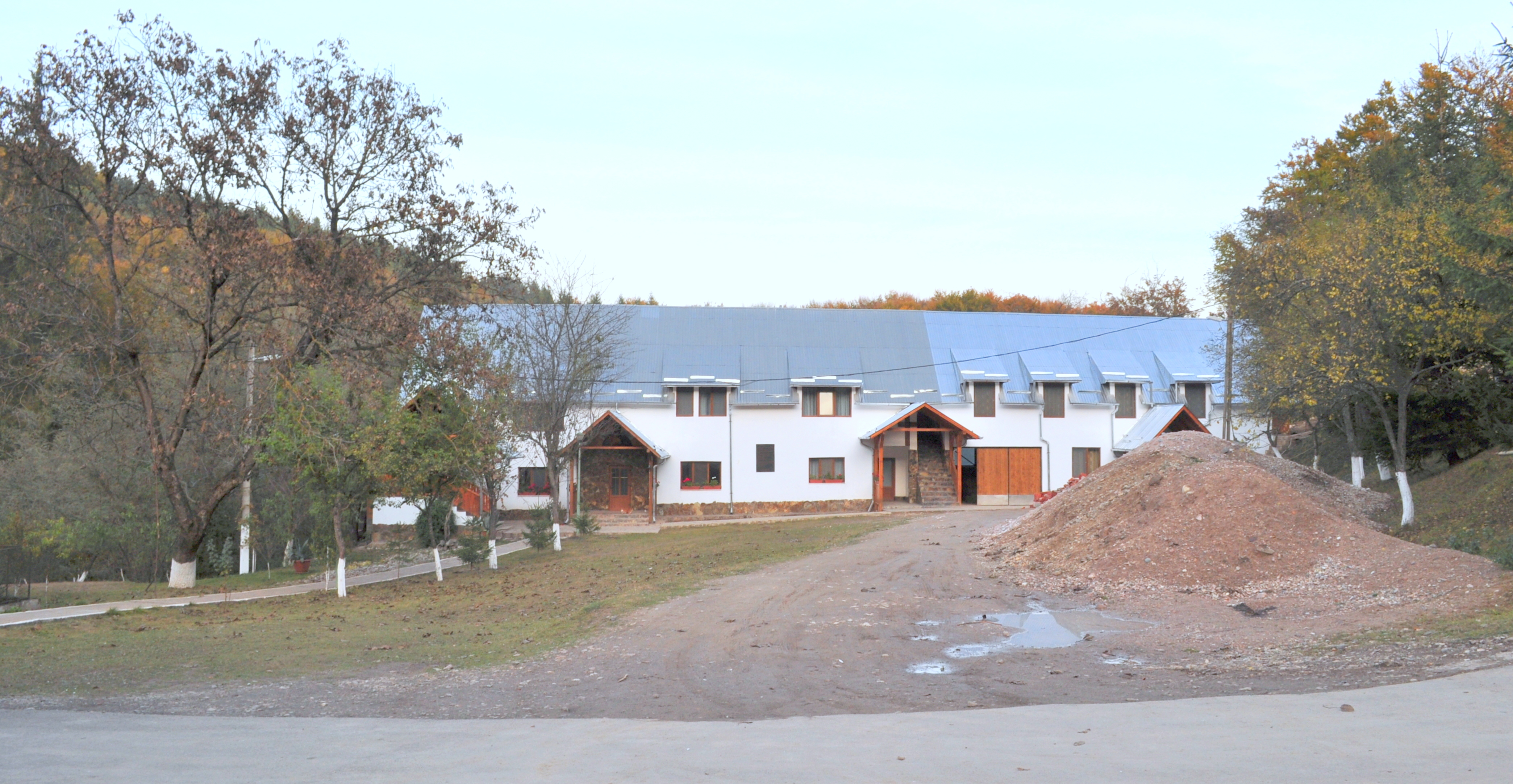
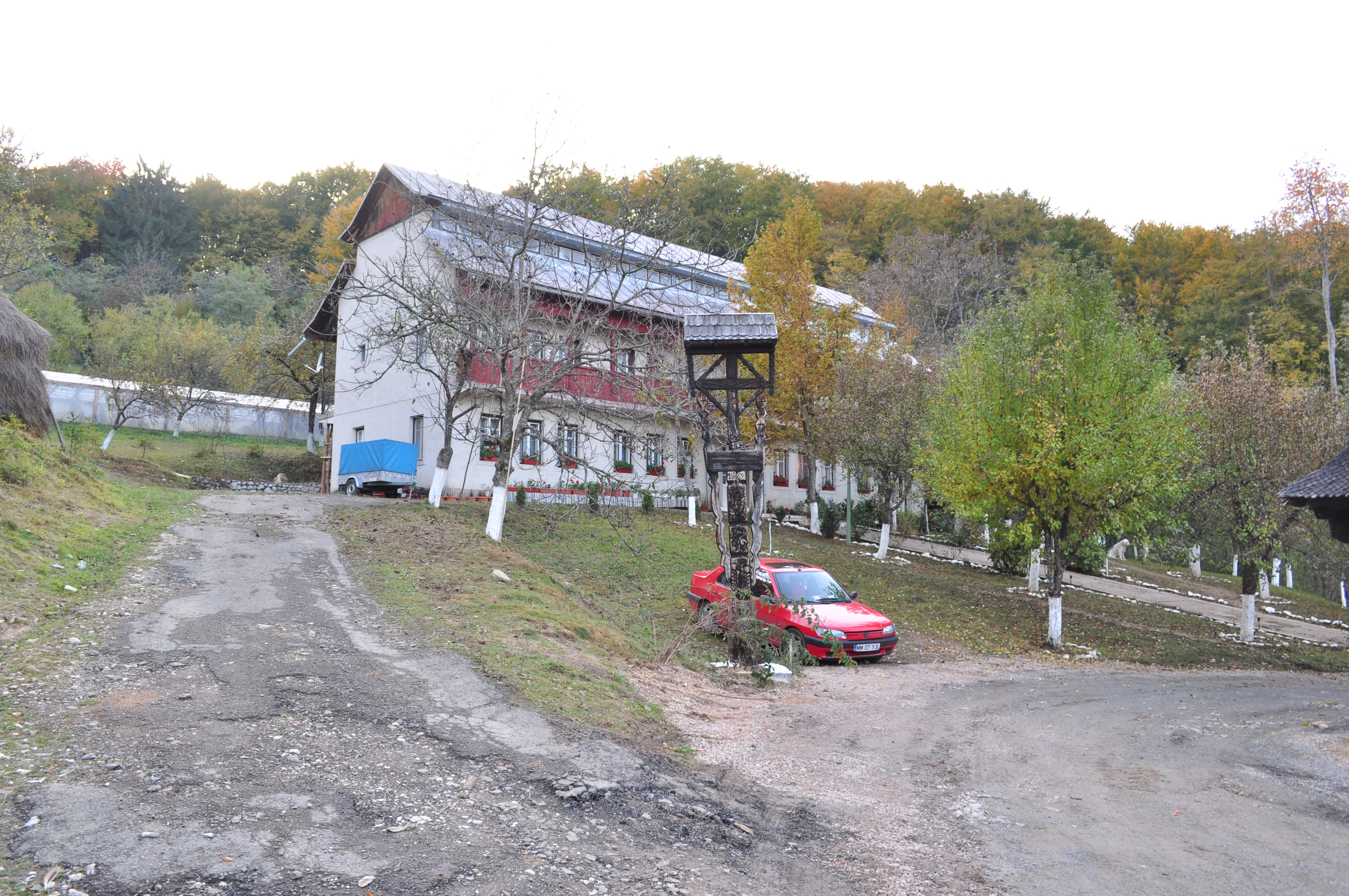
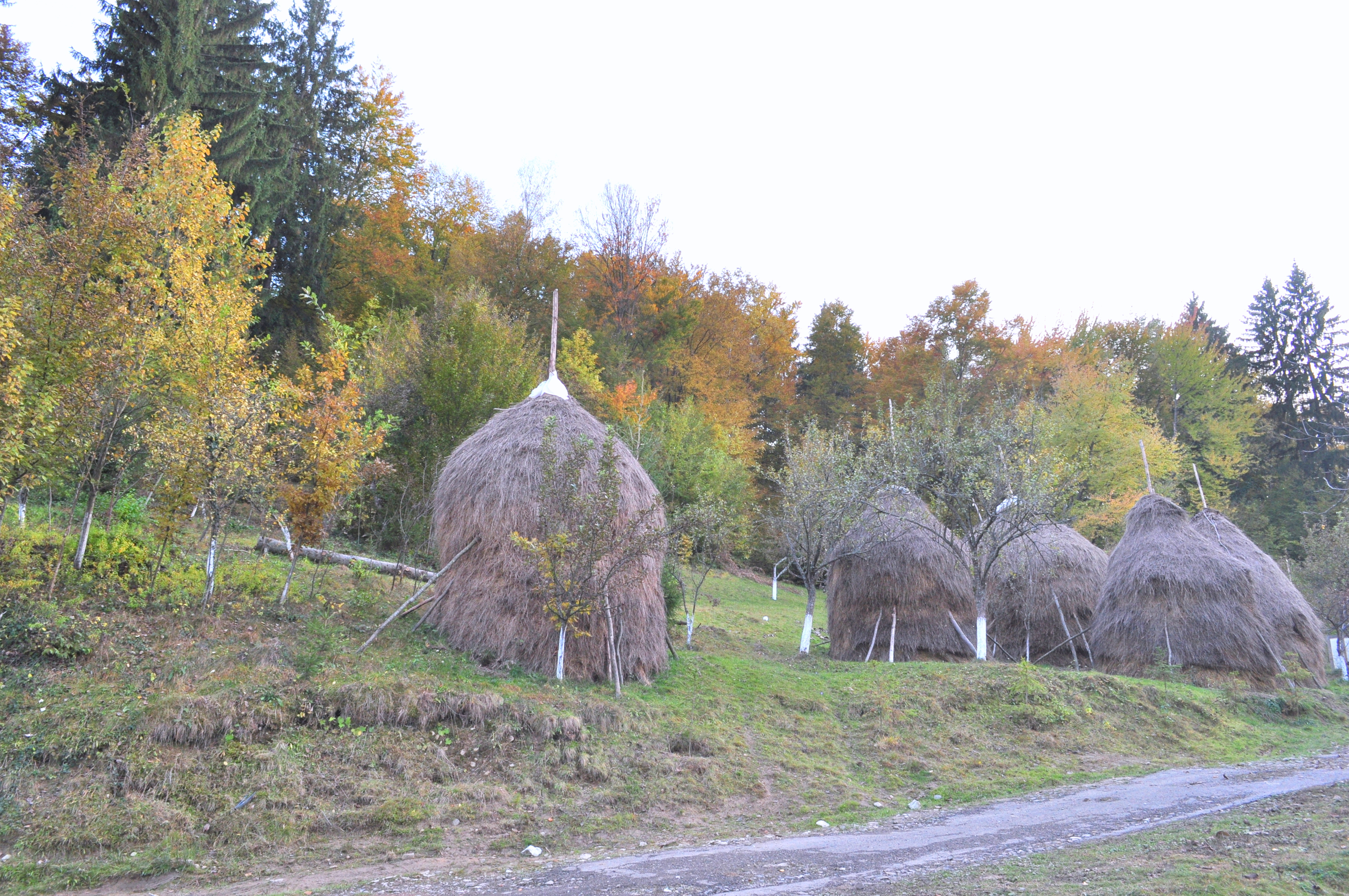
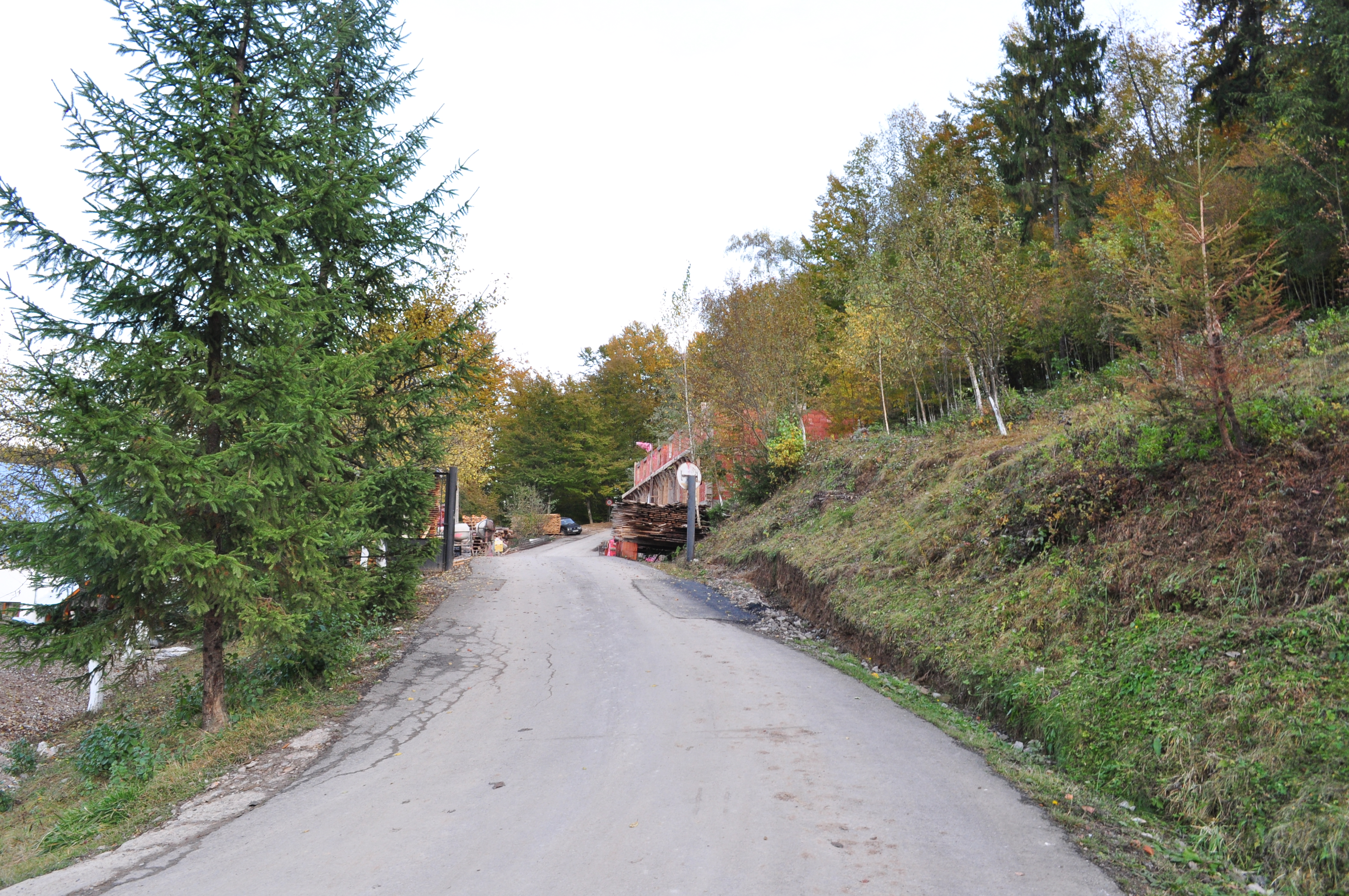
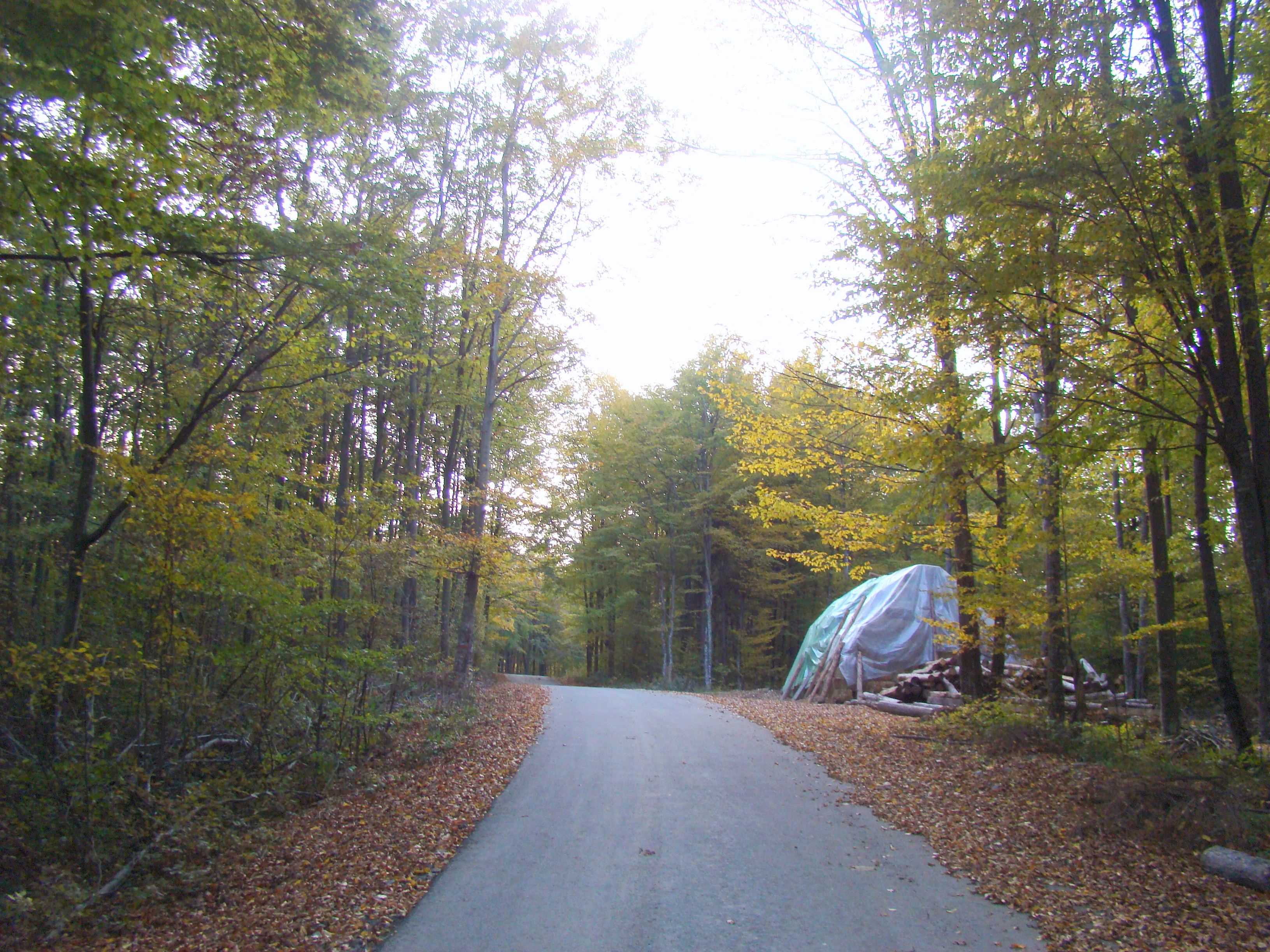

## Imagini din interior

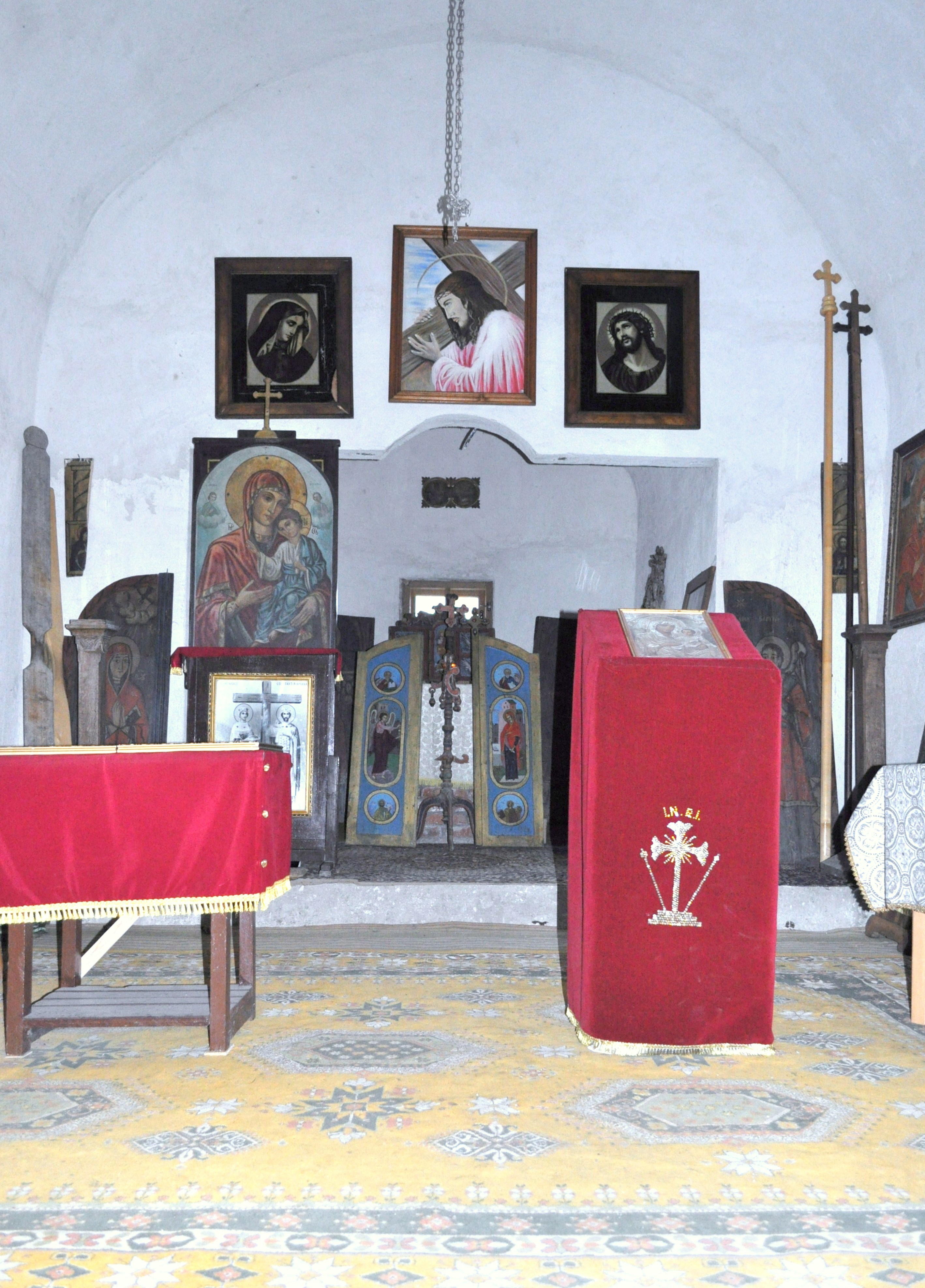
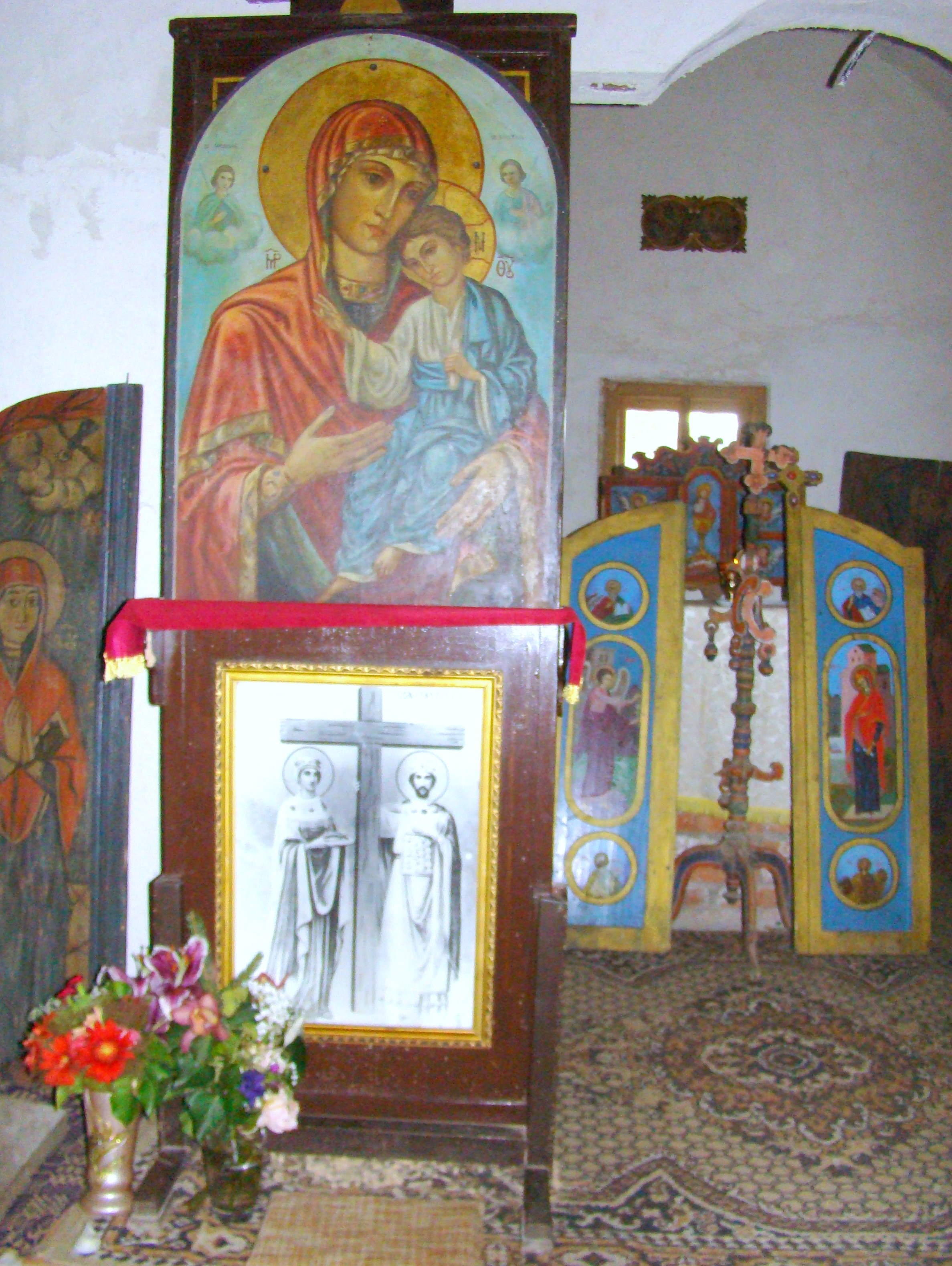
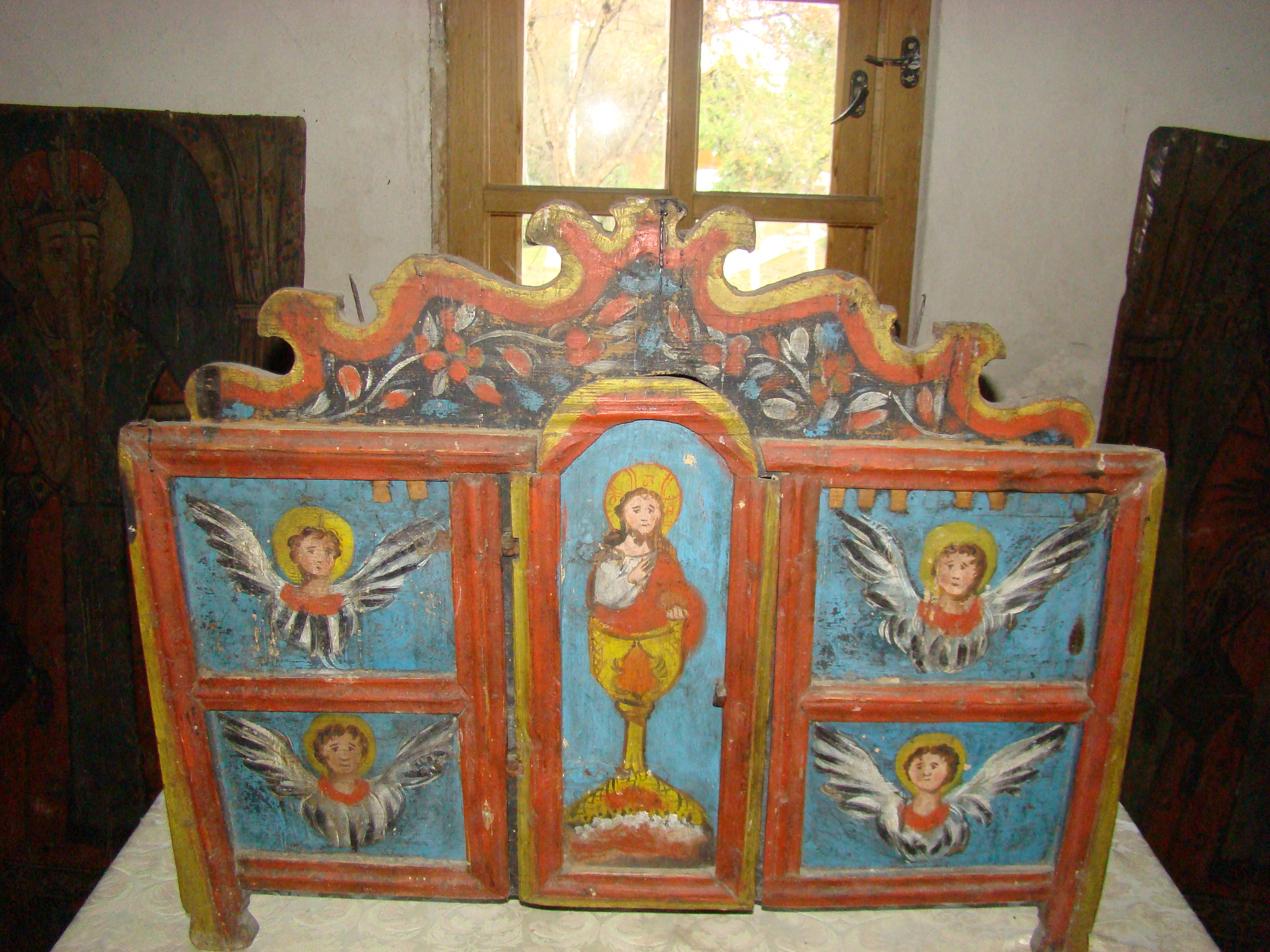
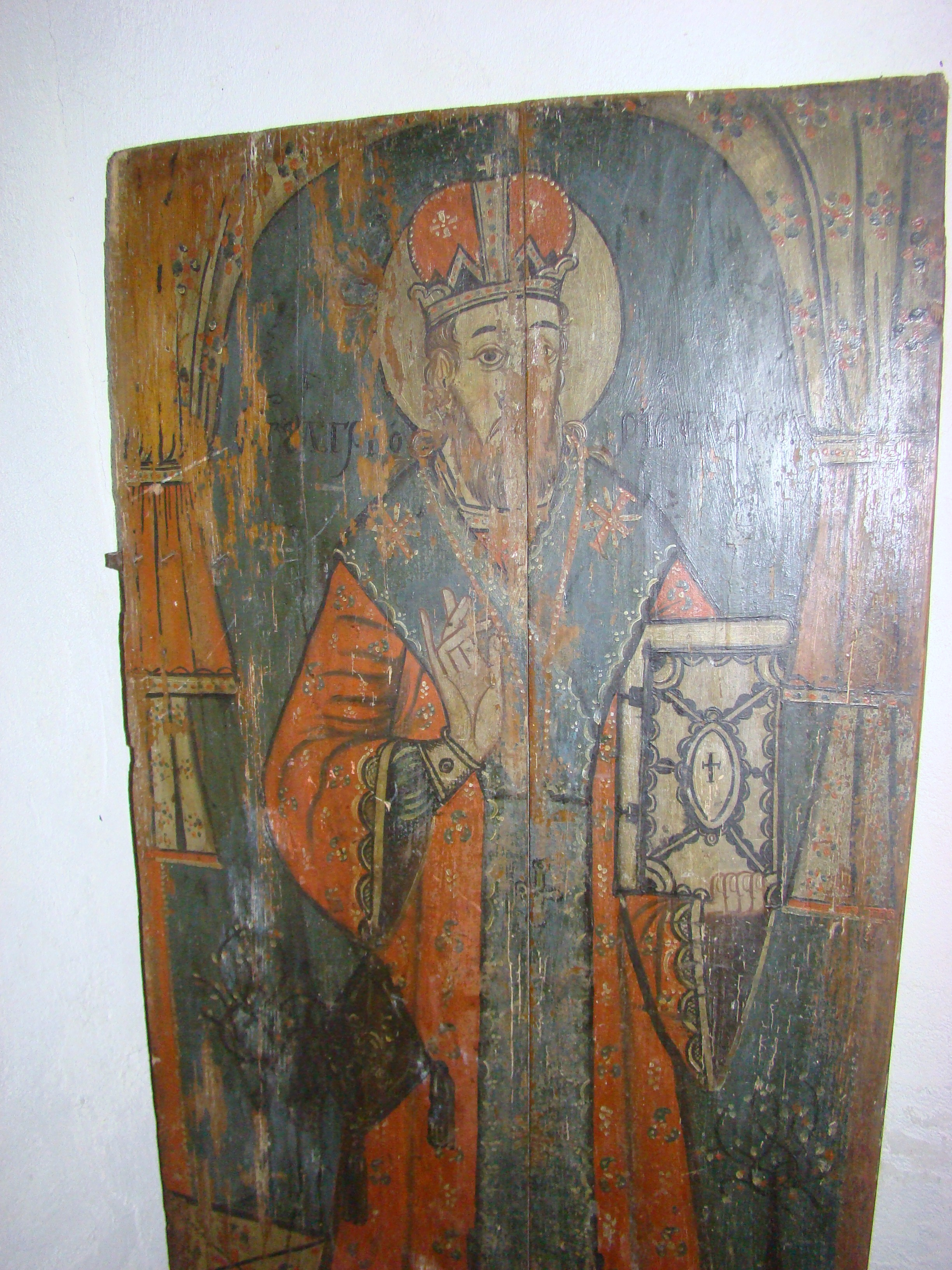
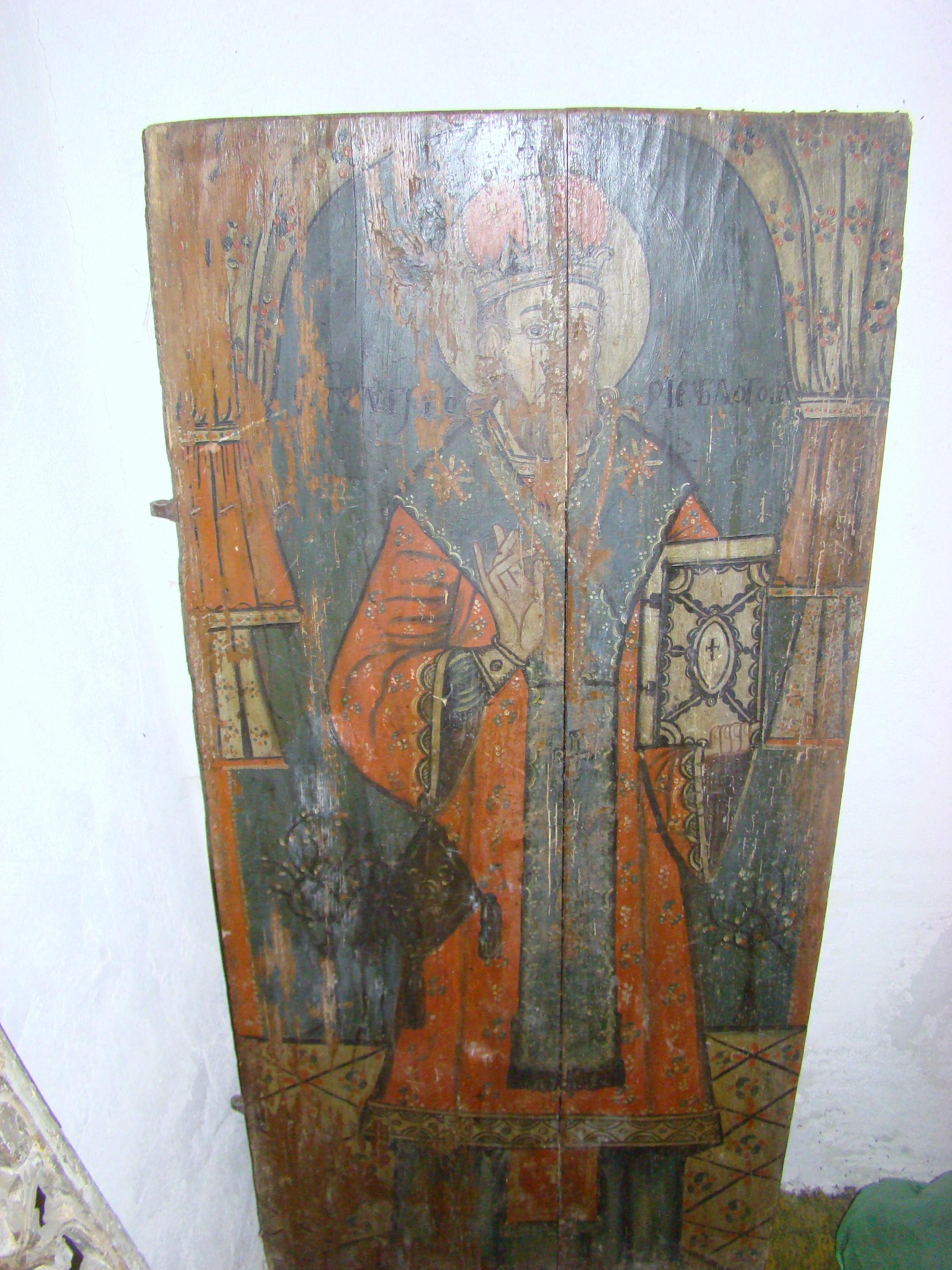
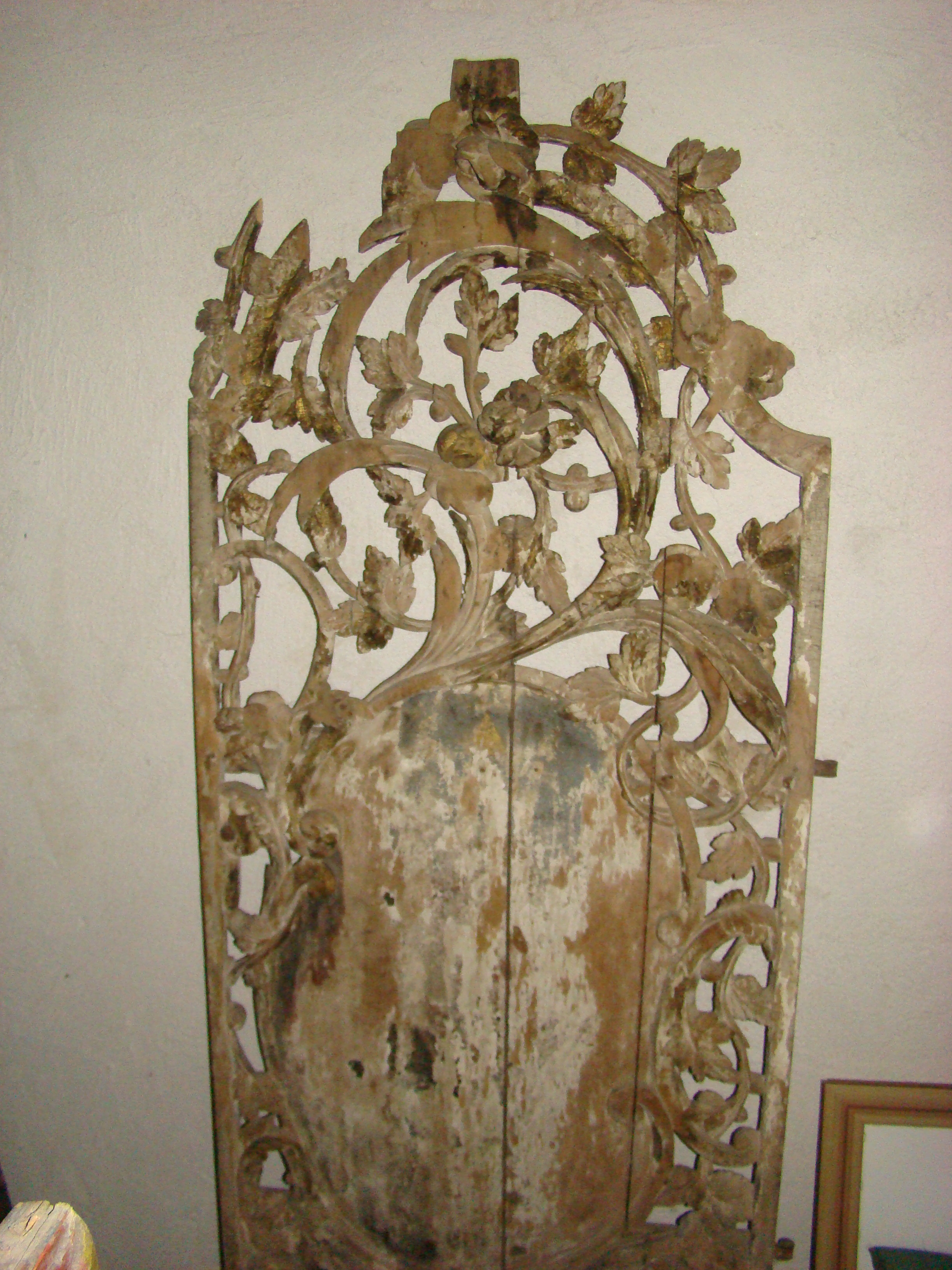
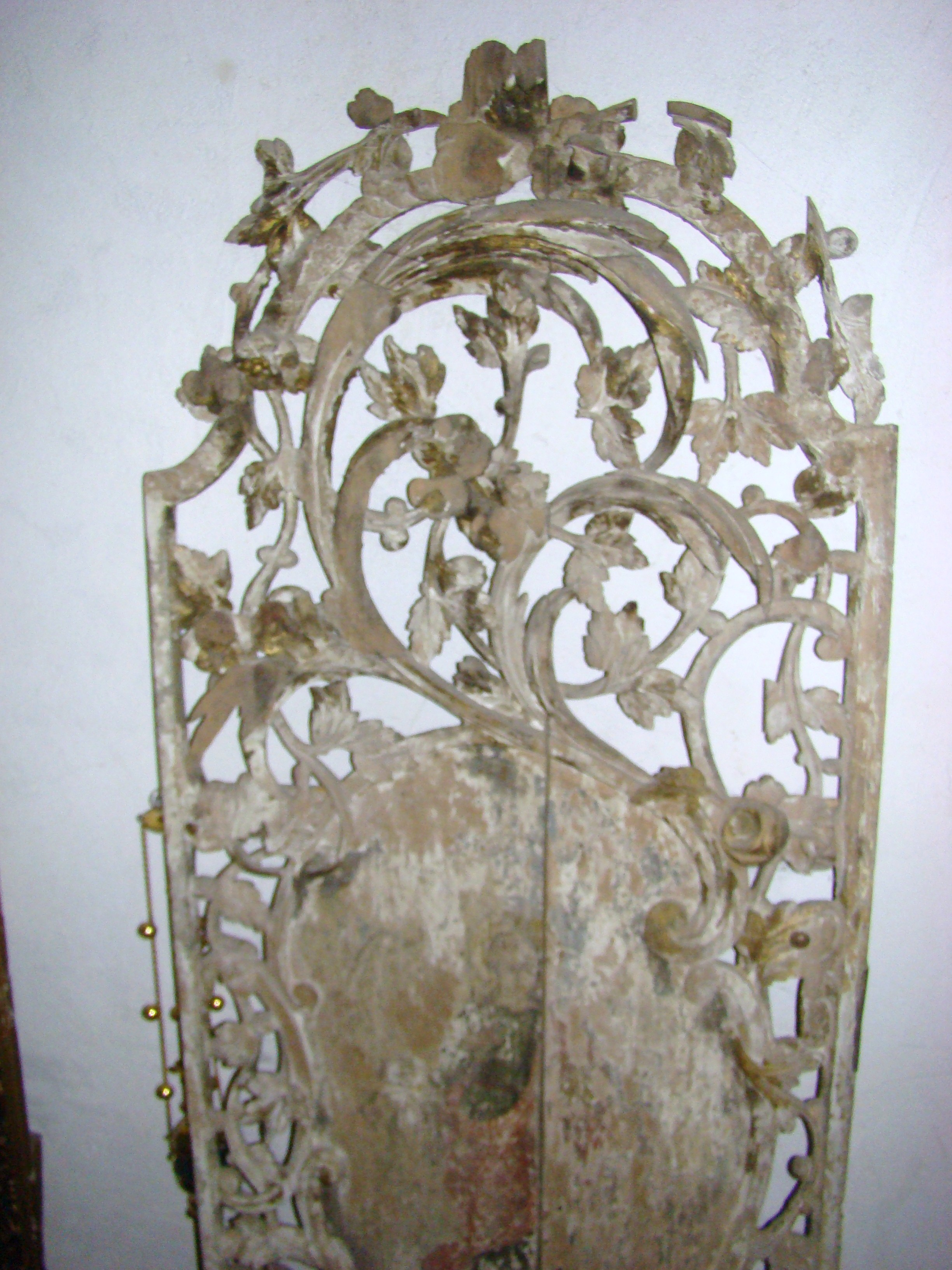
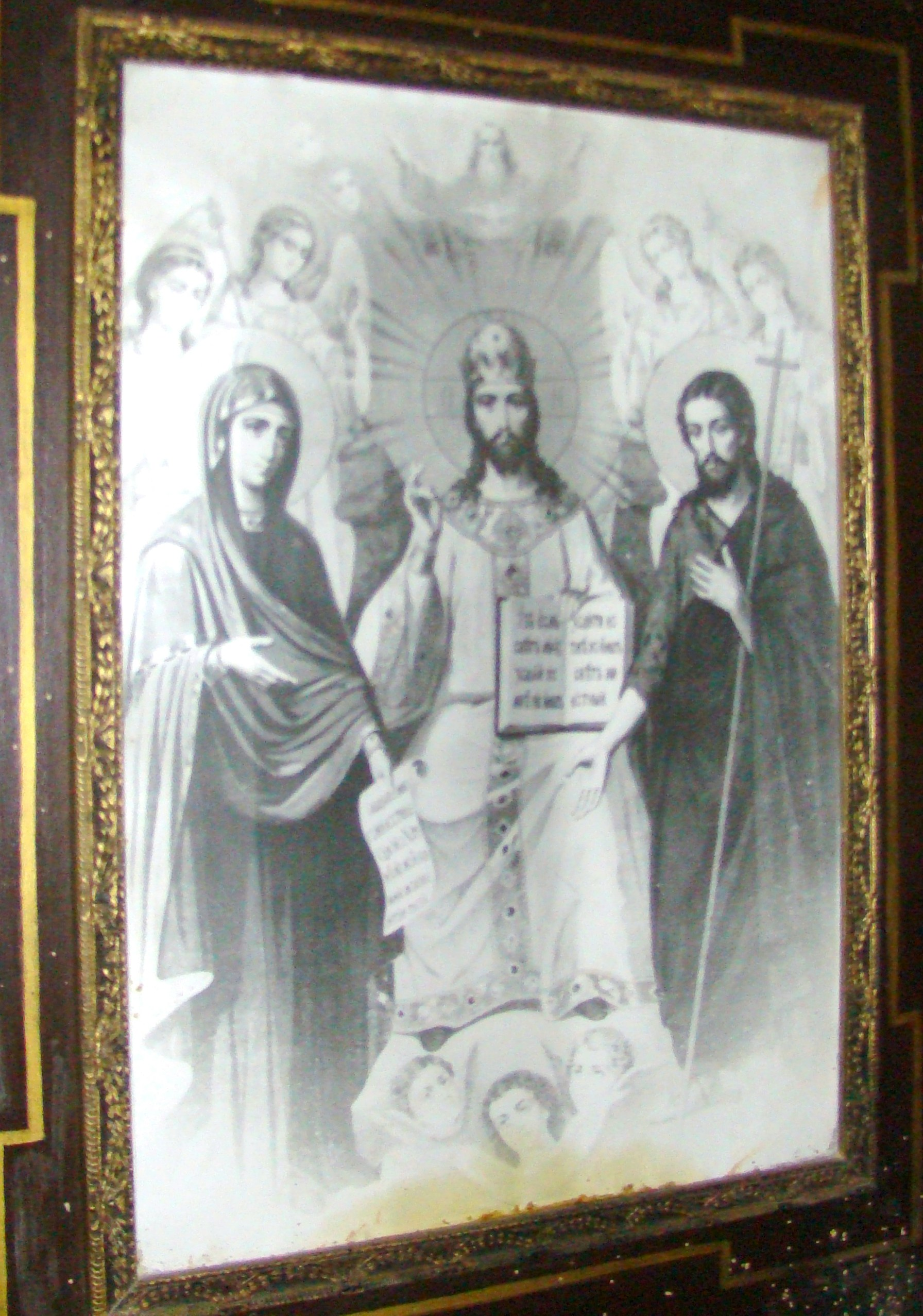
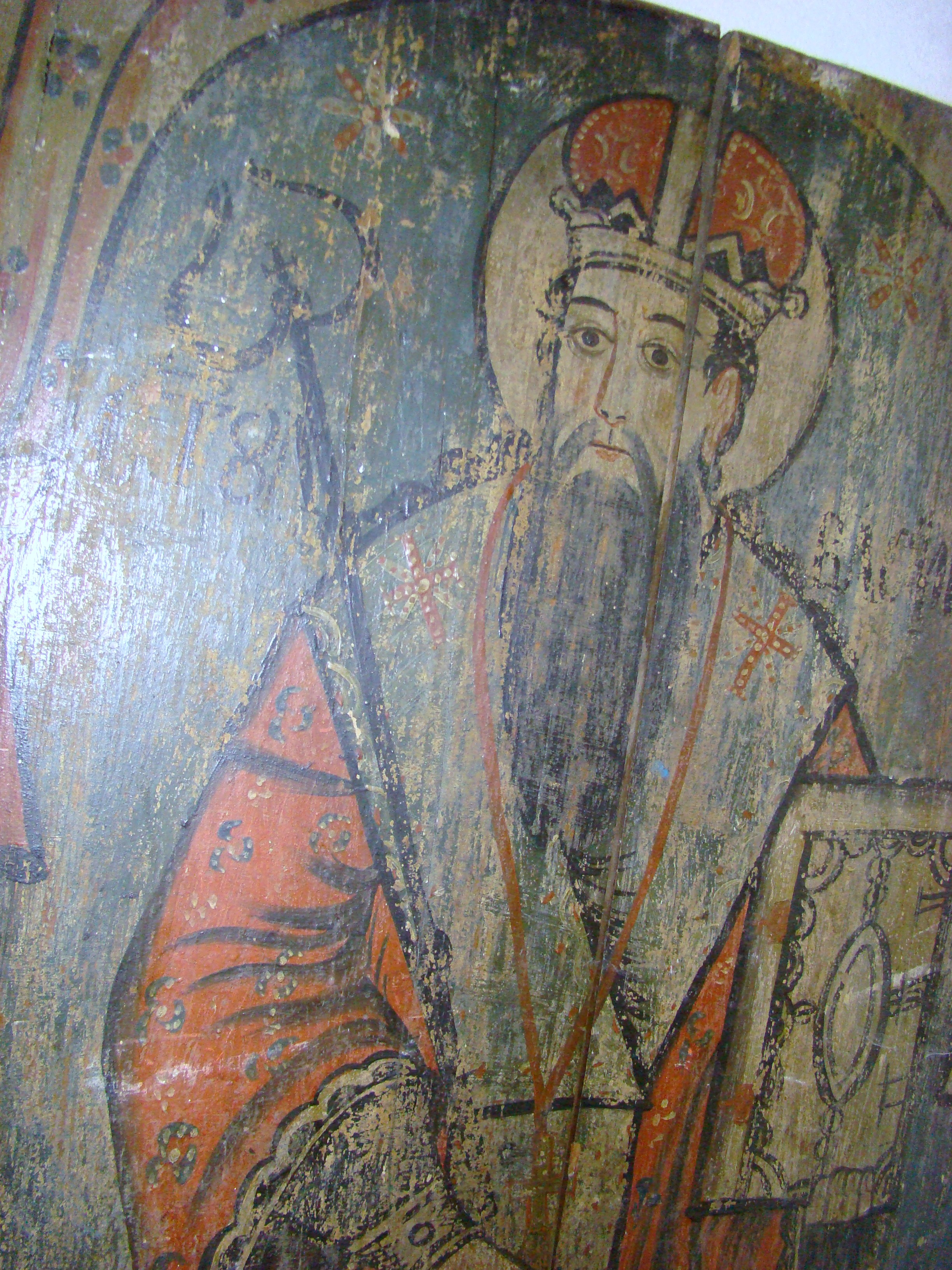
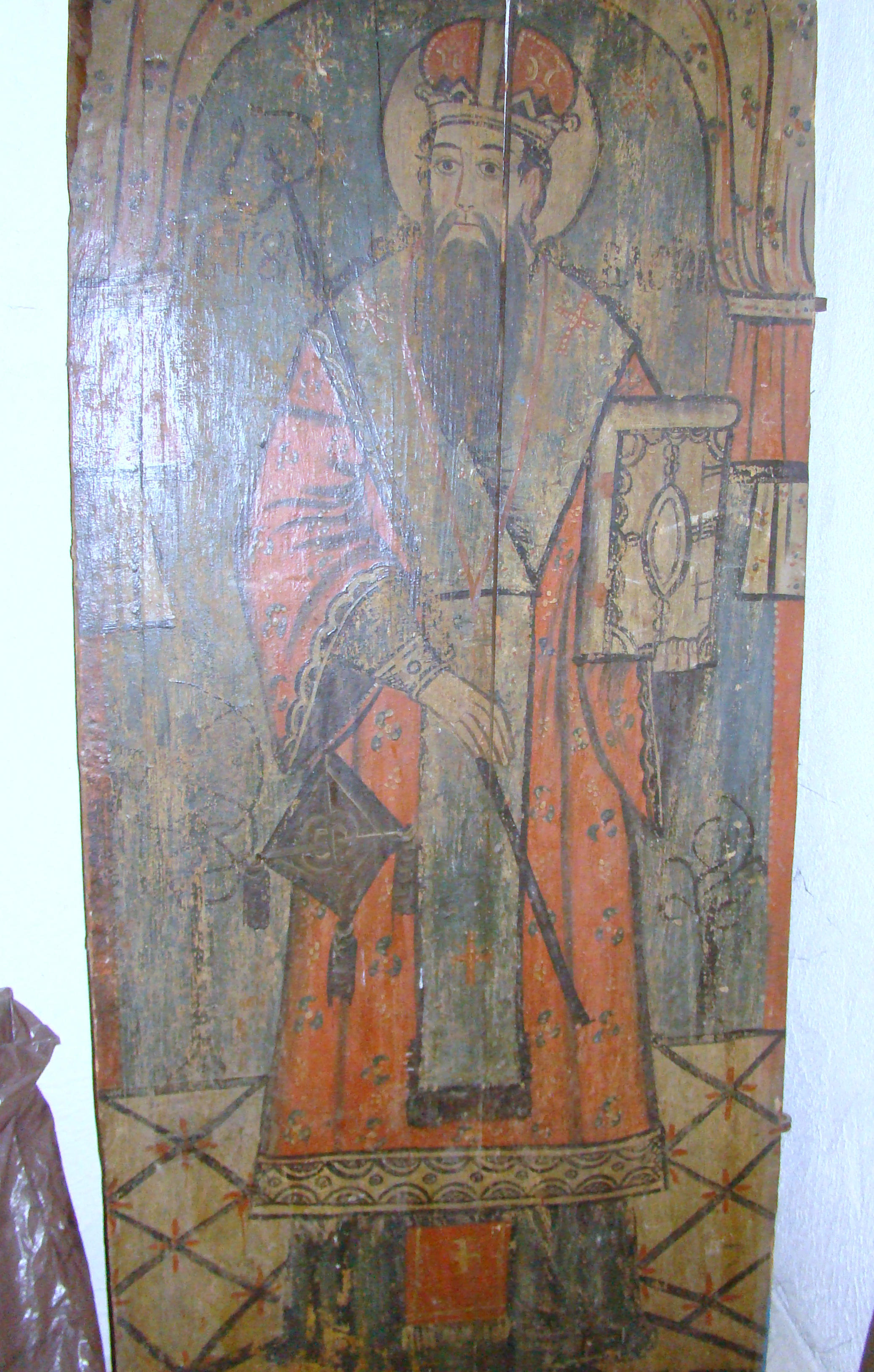
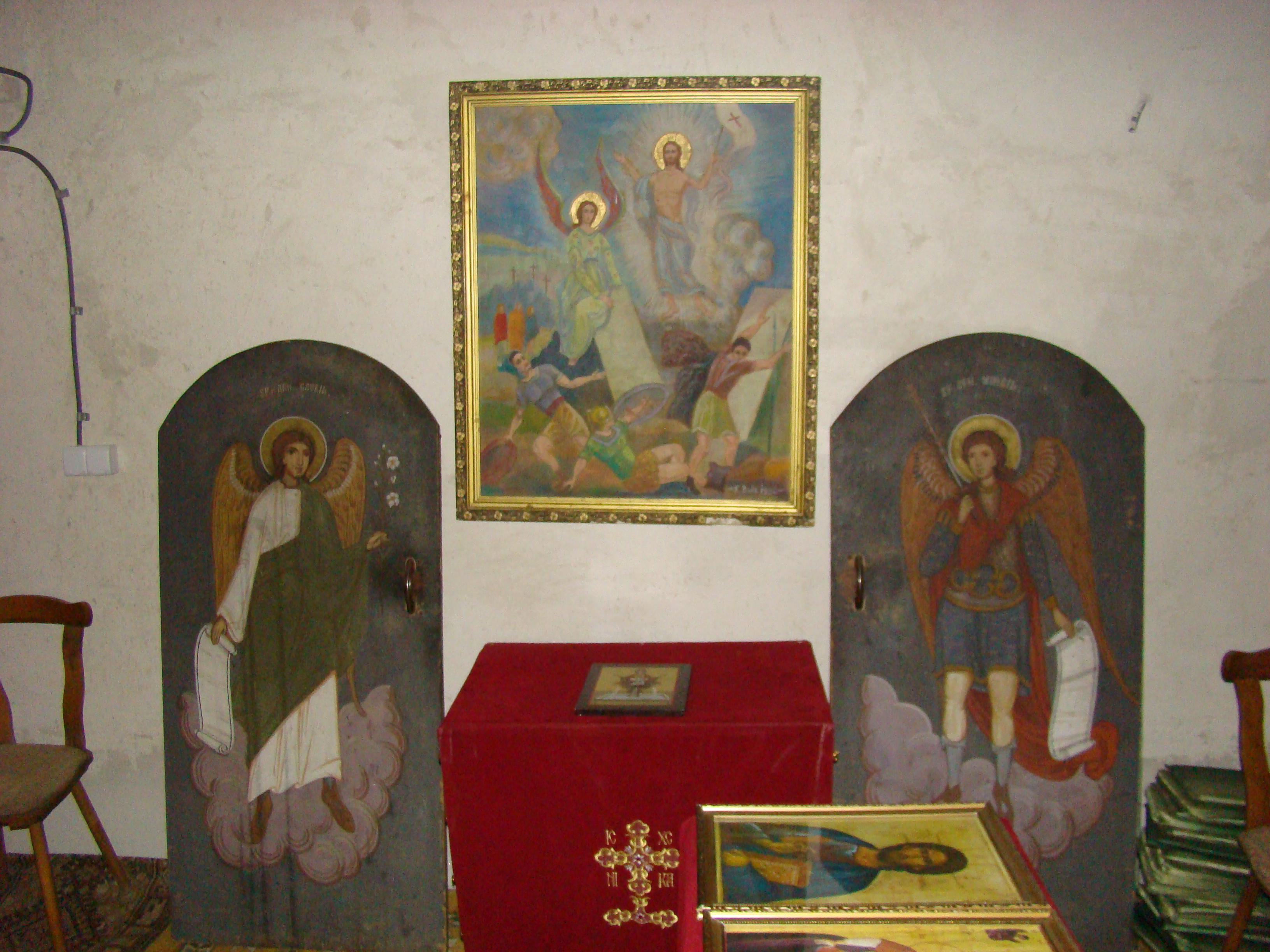
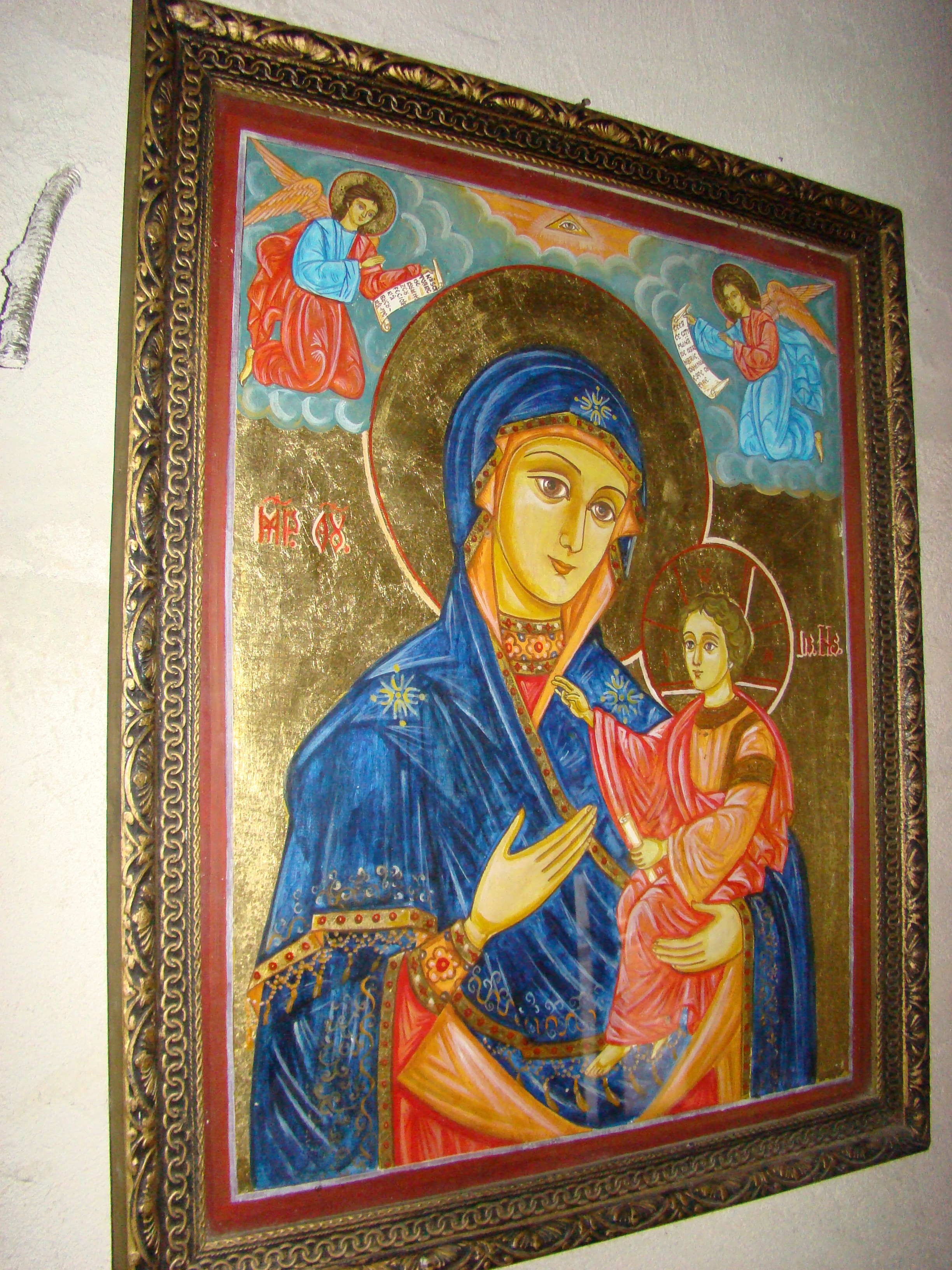
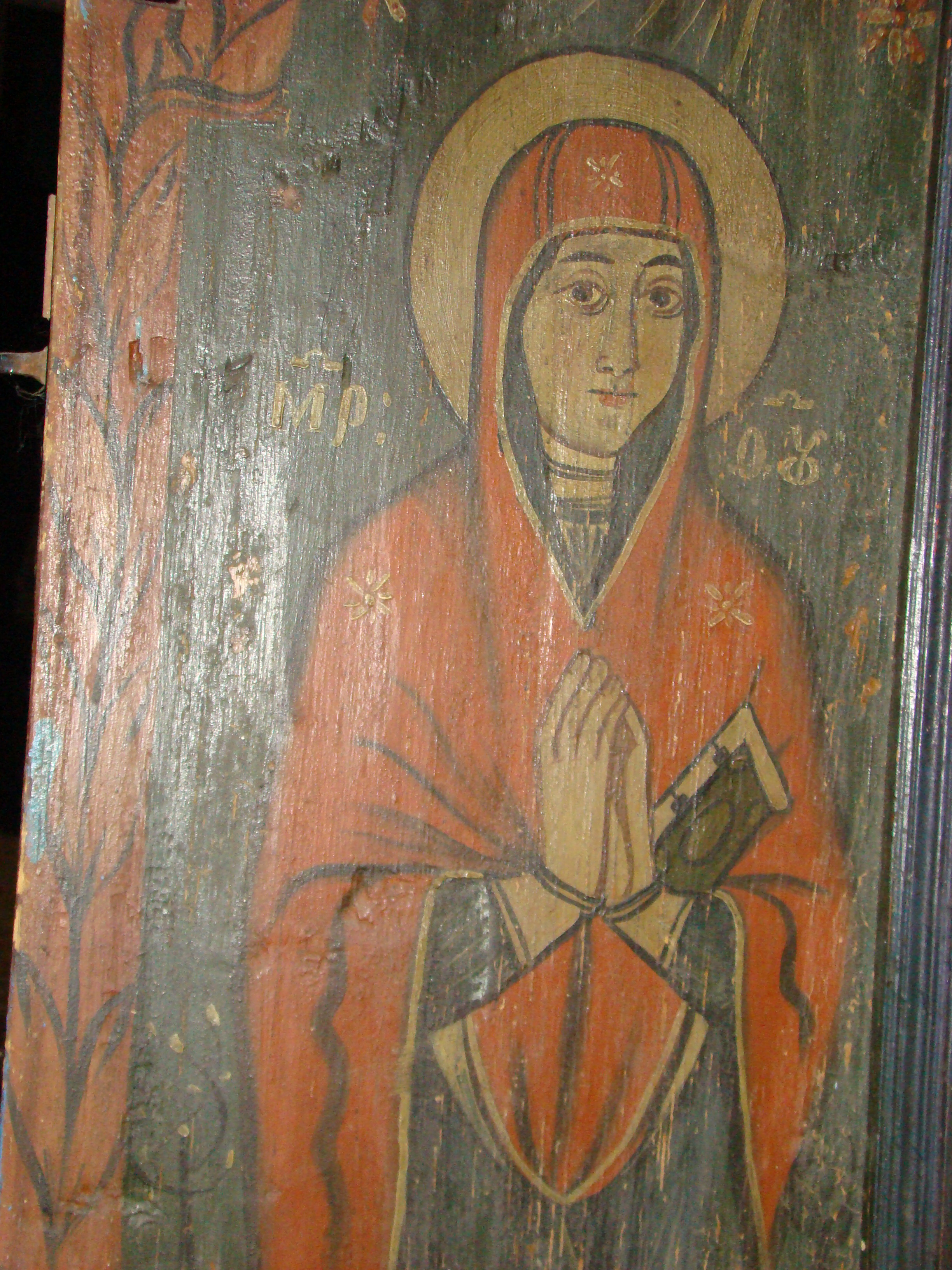
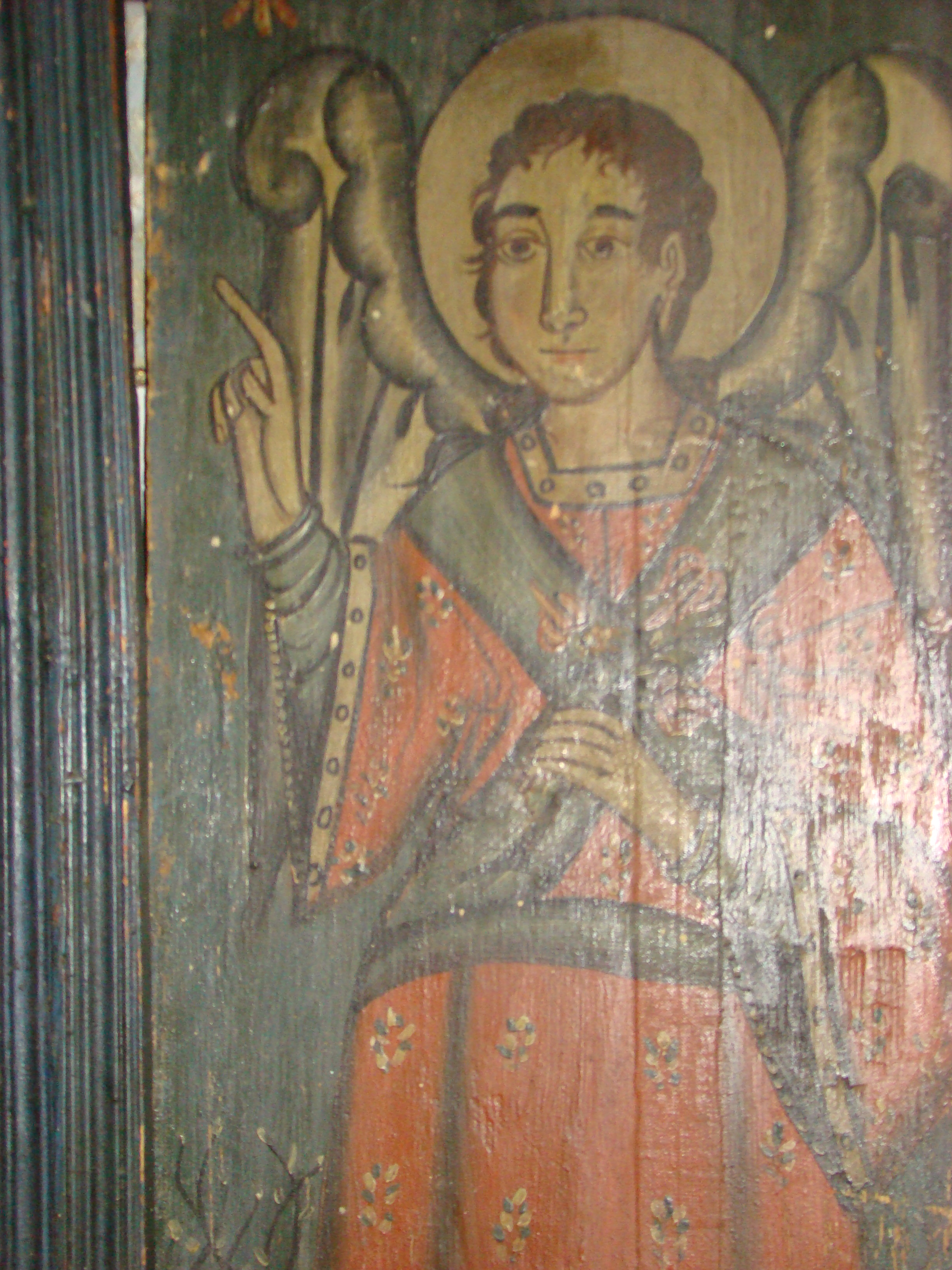
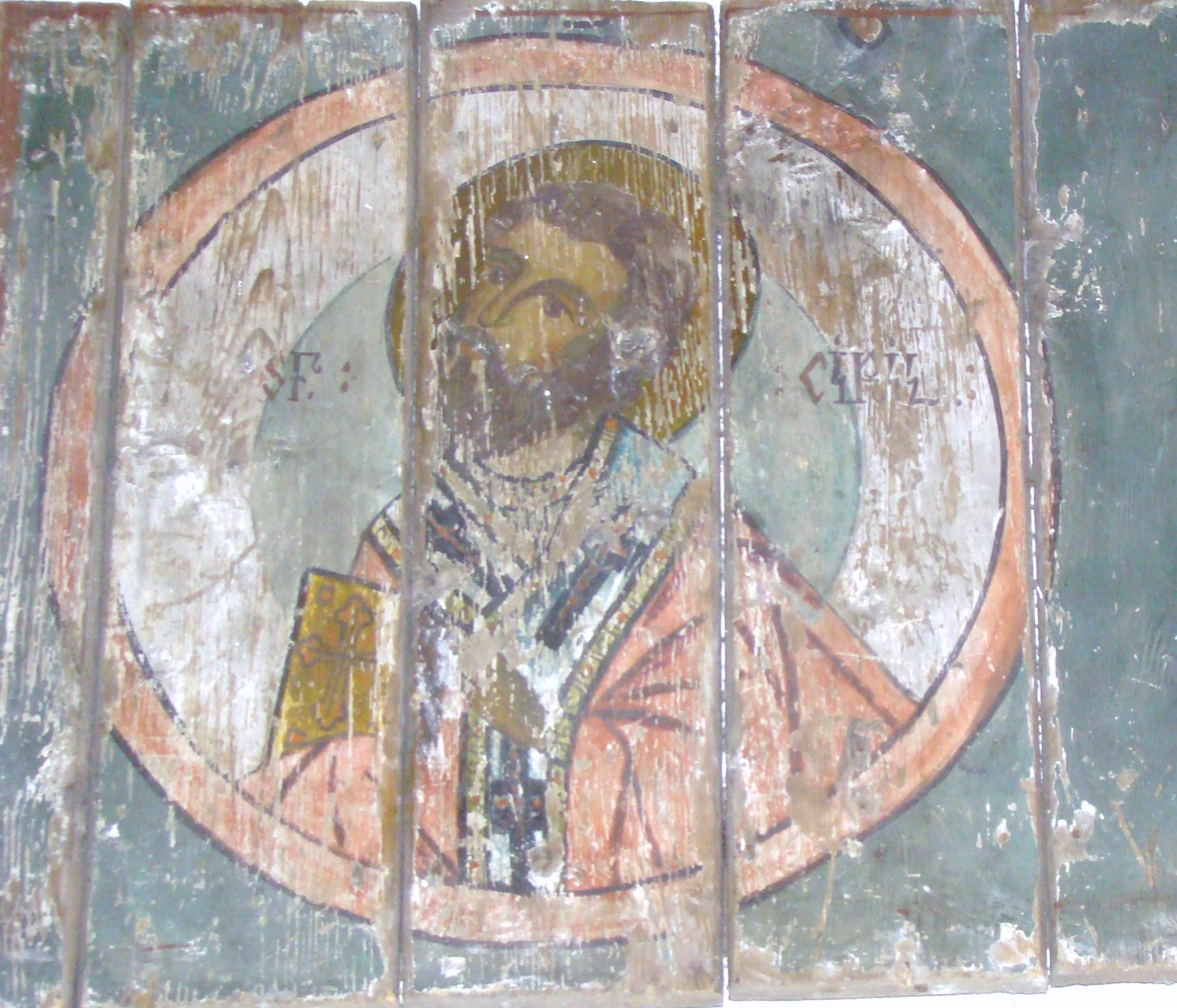
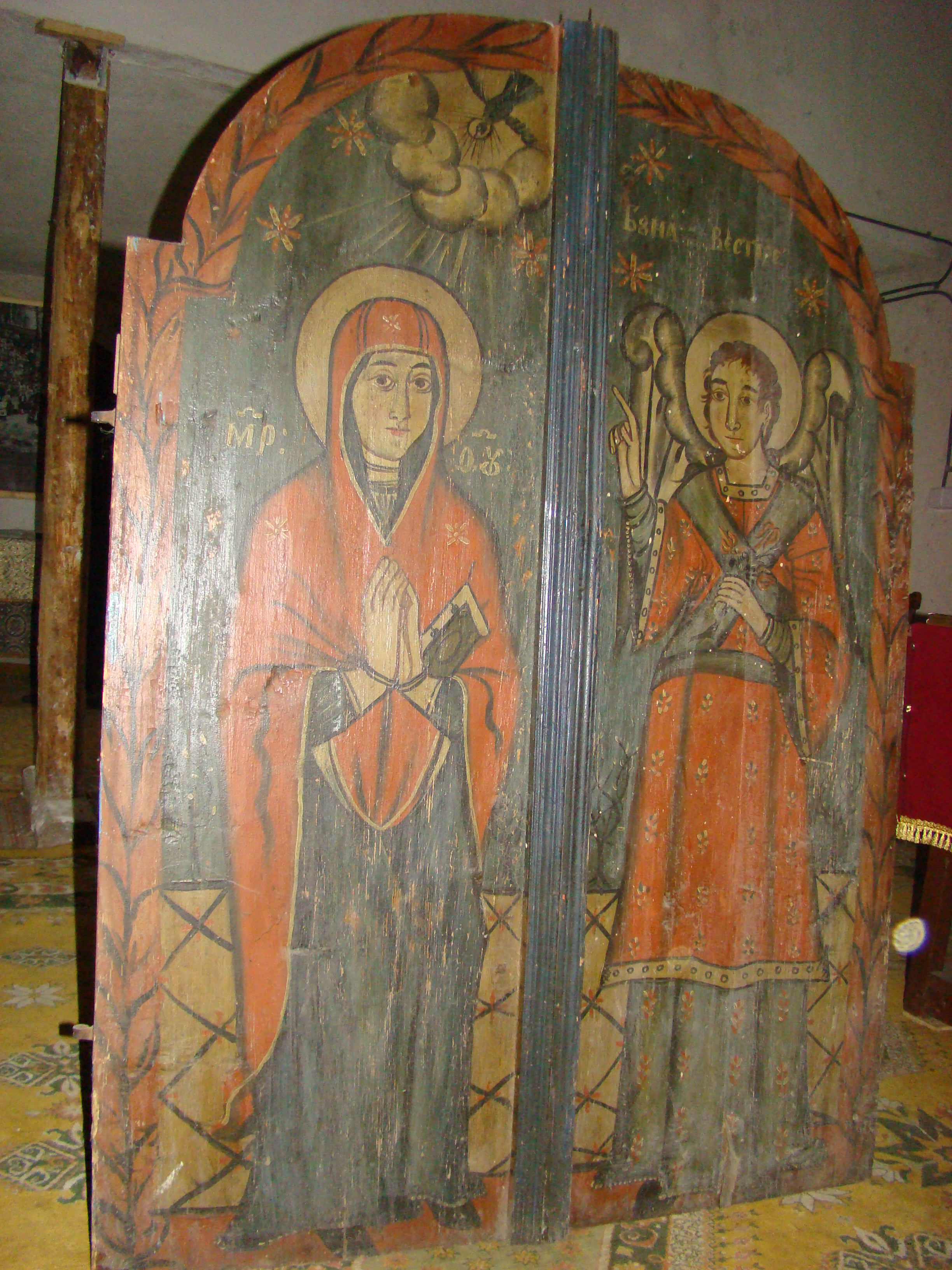
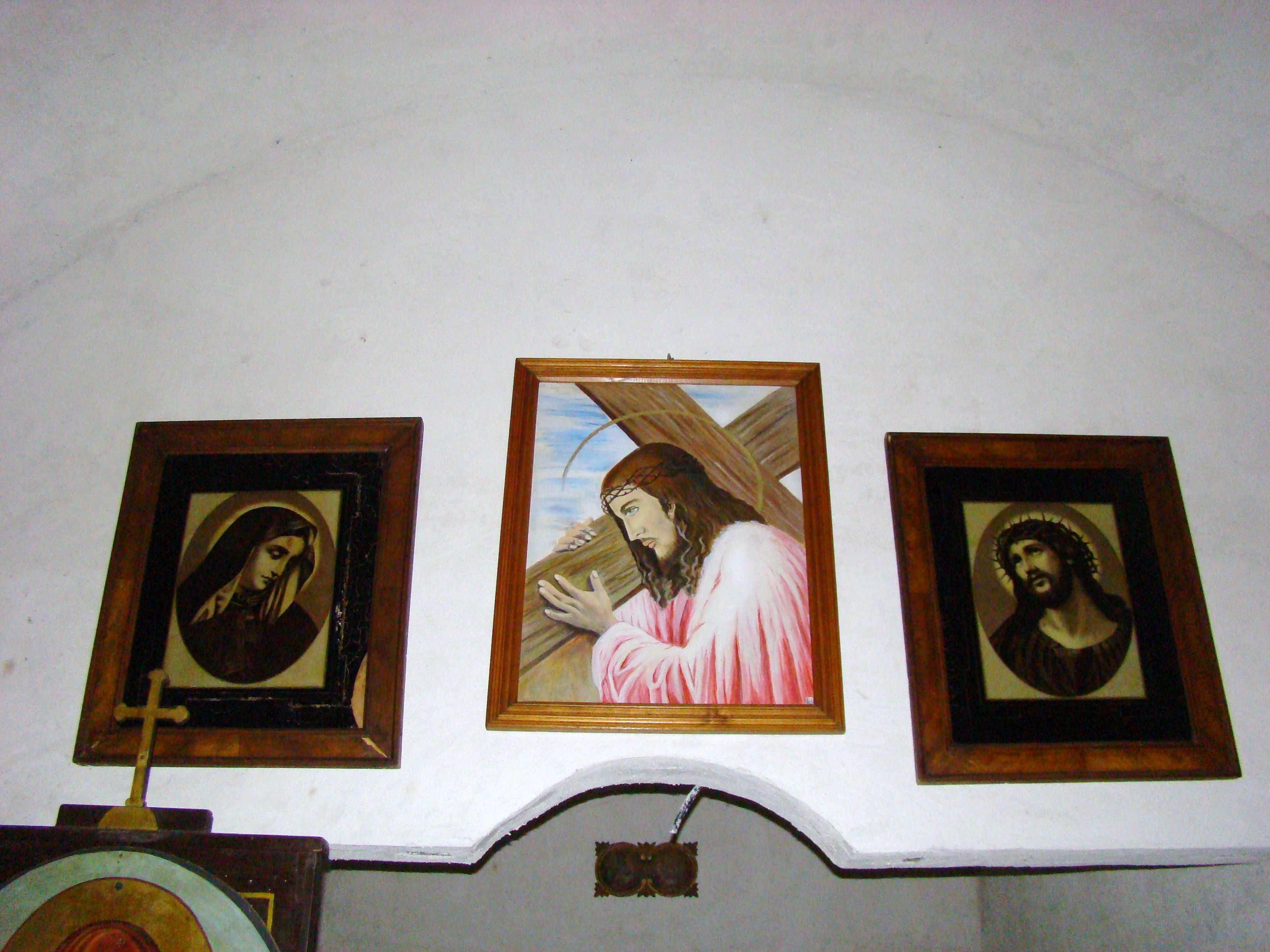
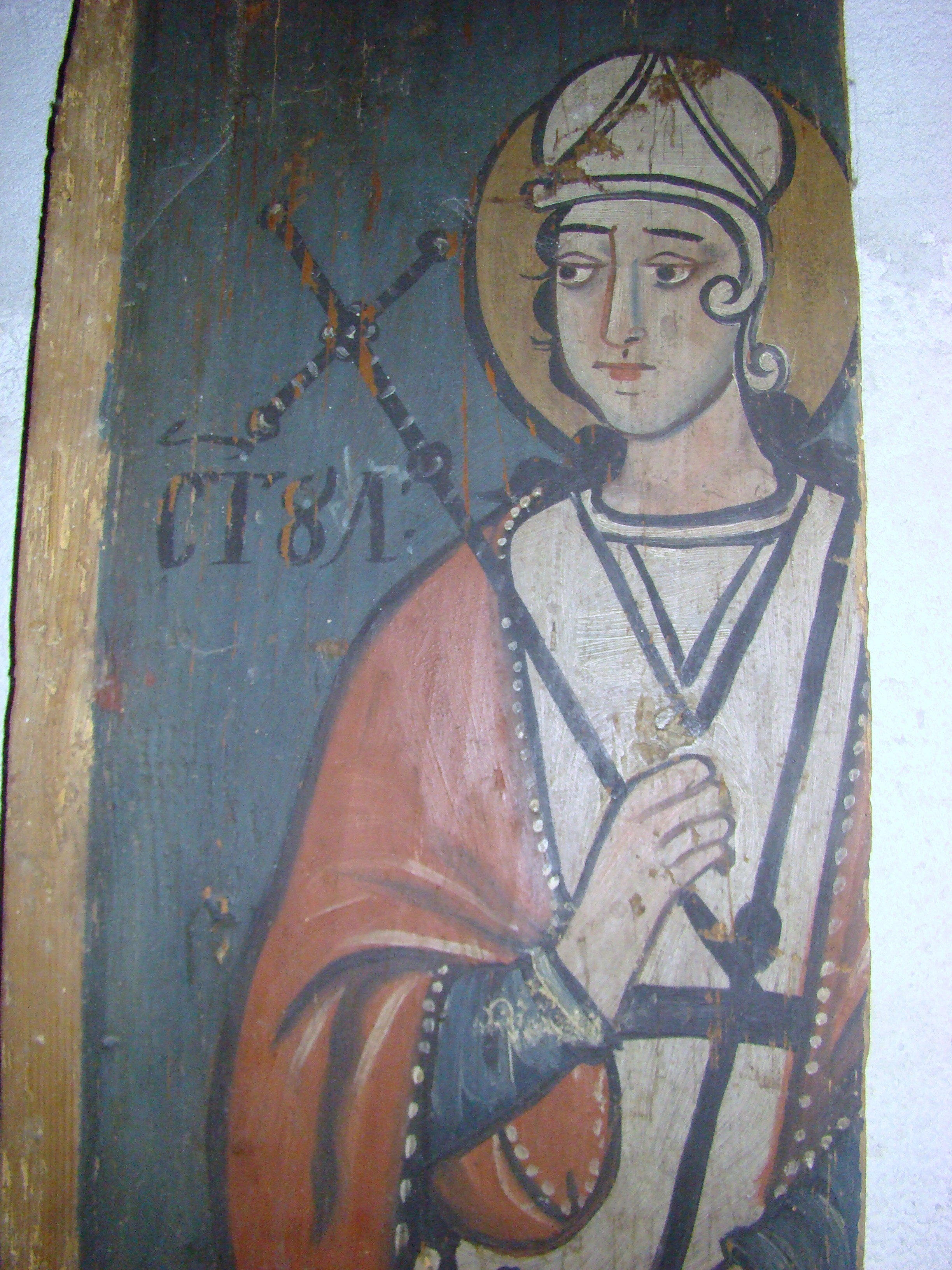
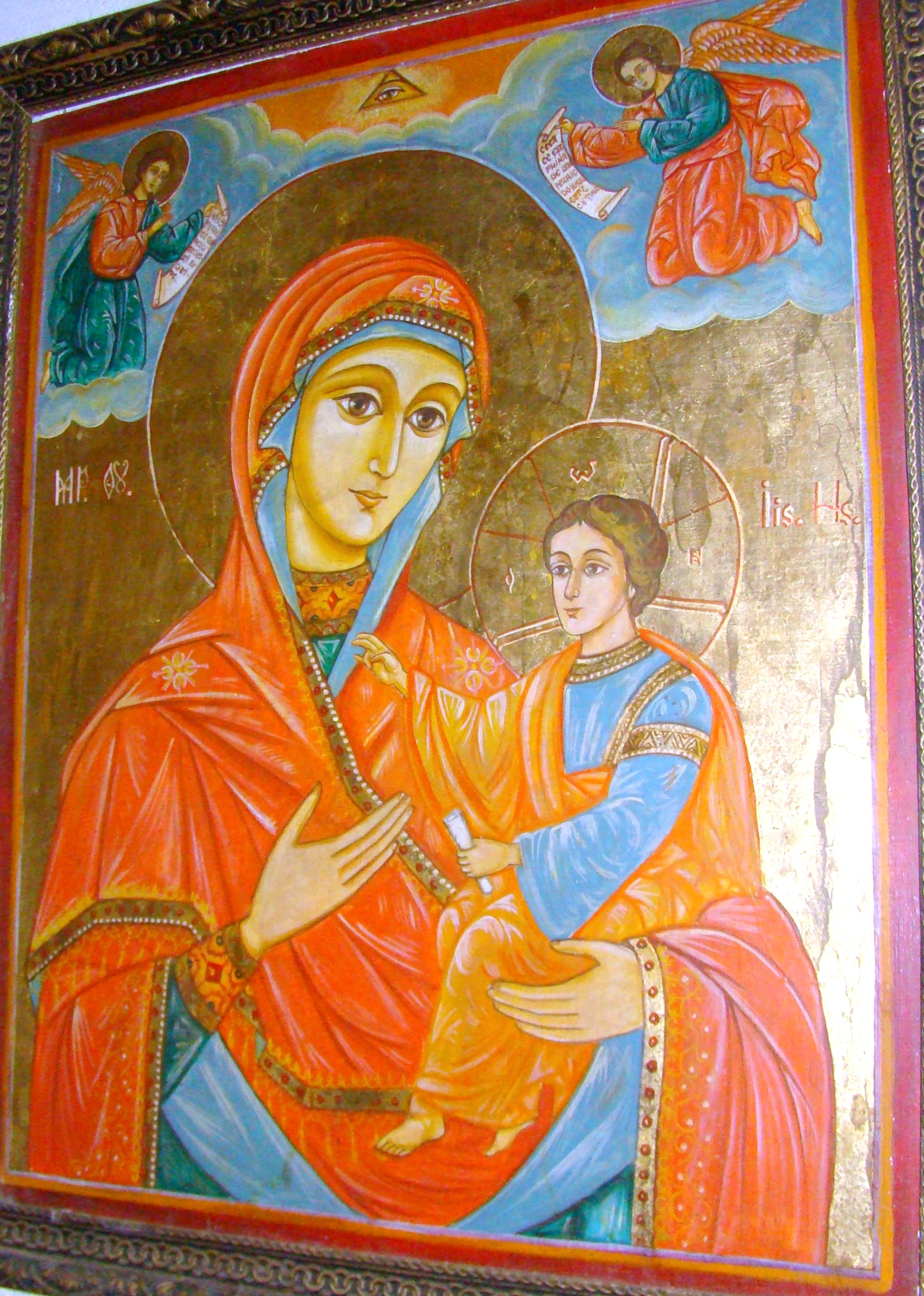
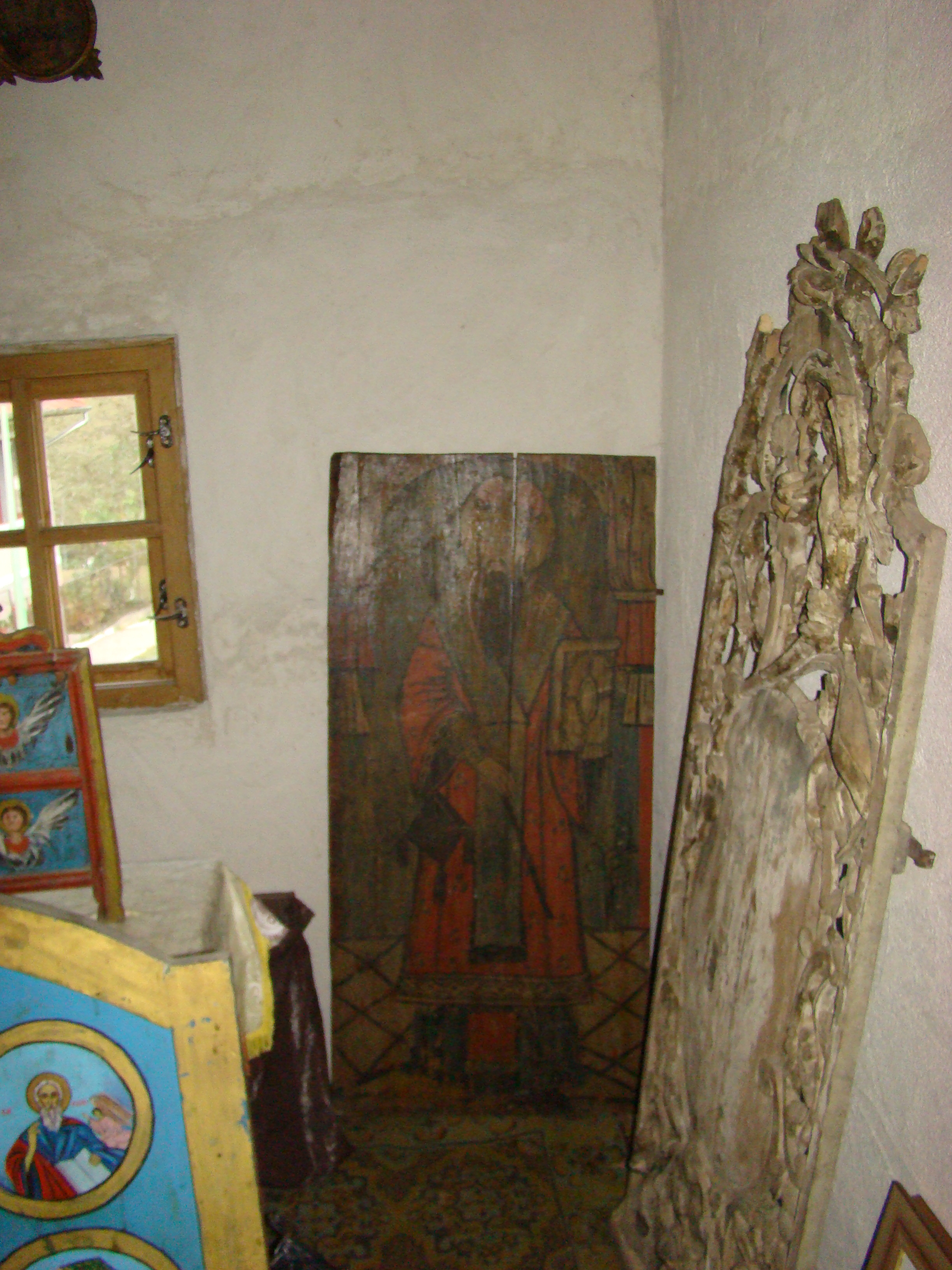
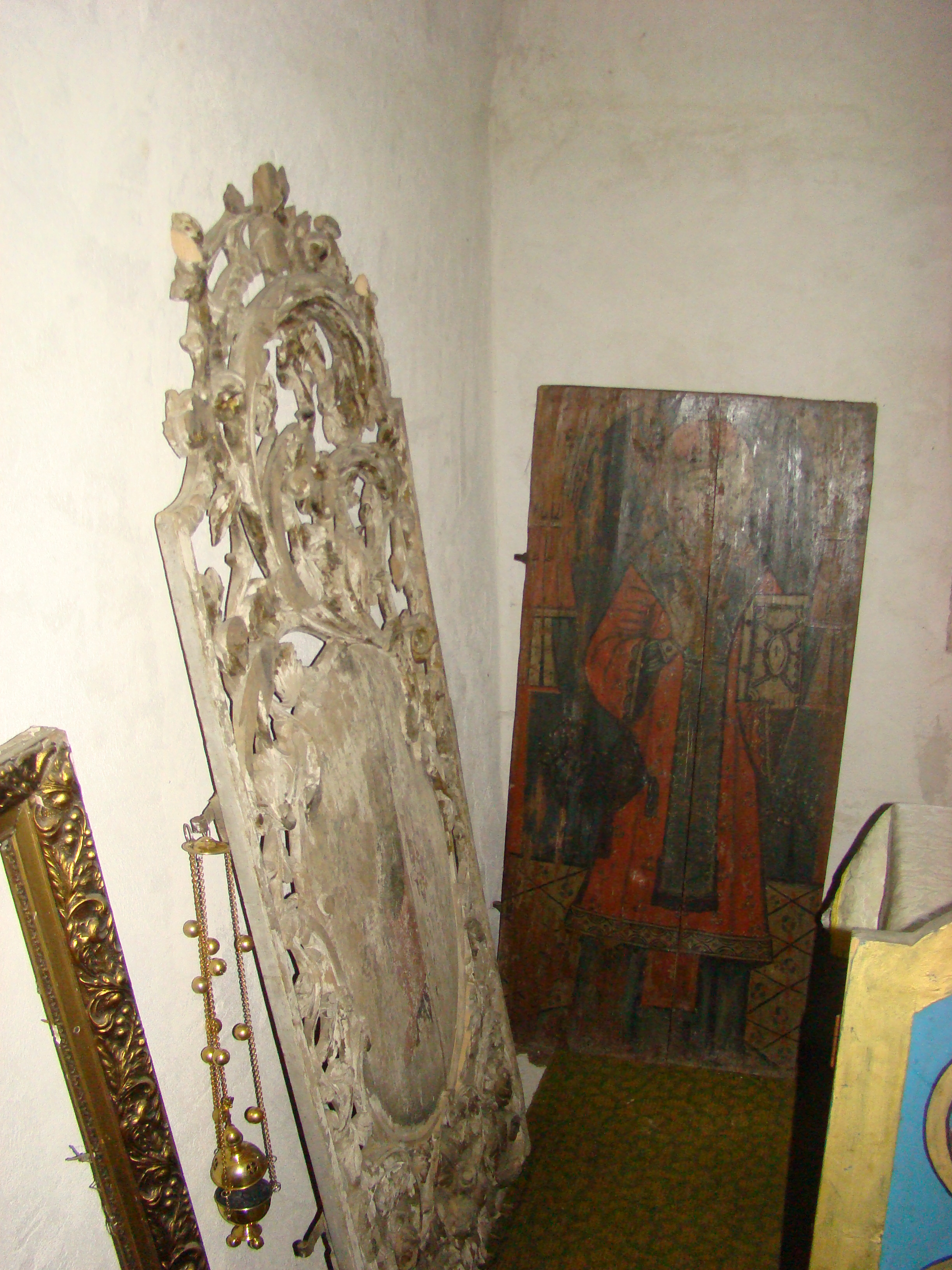
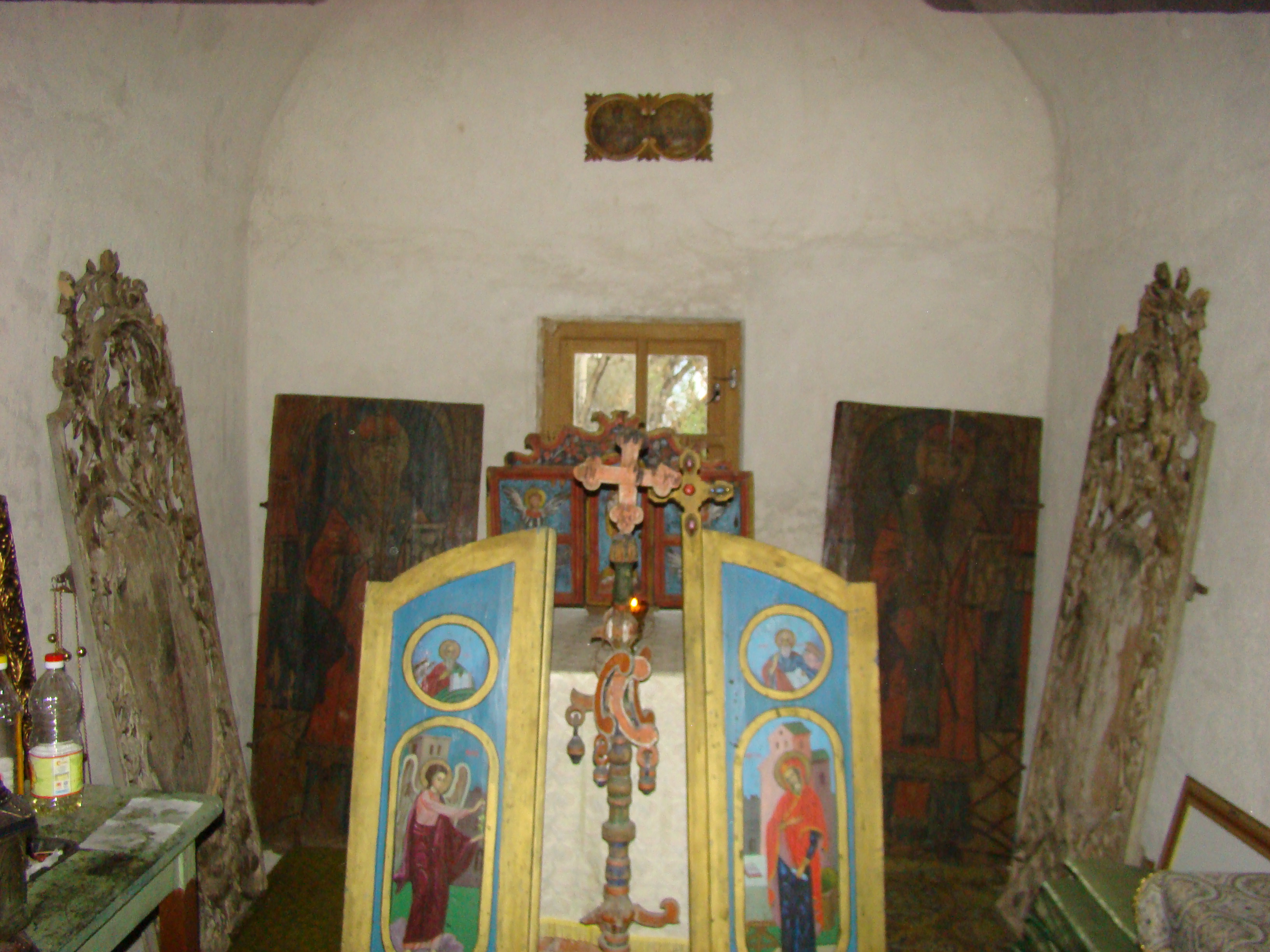
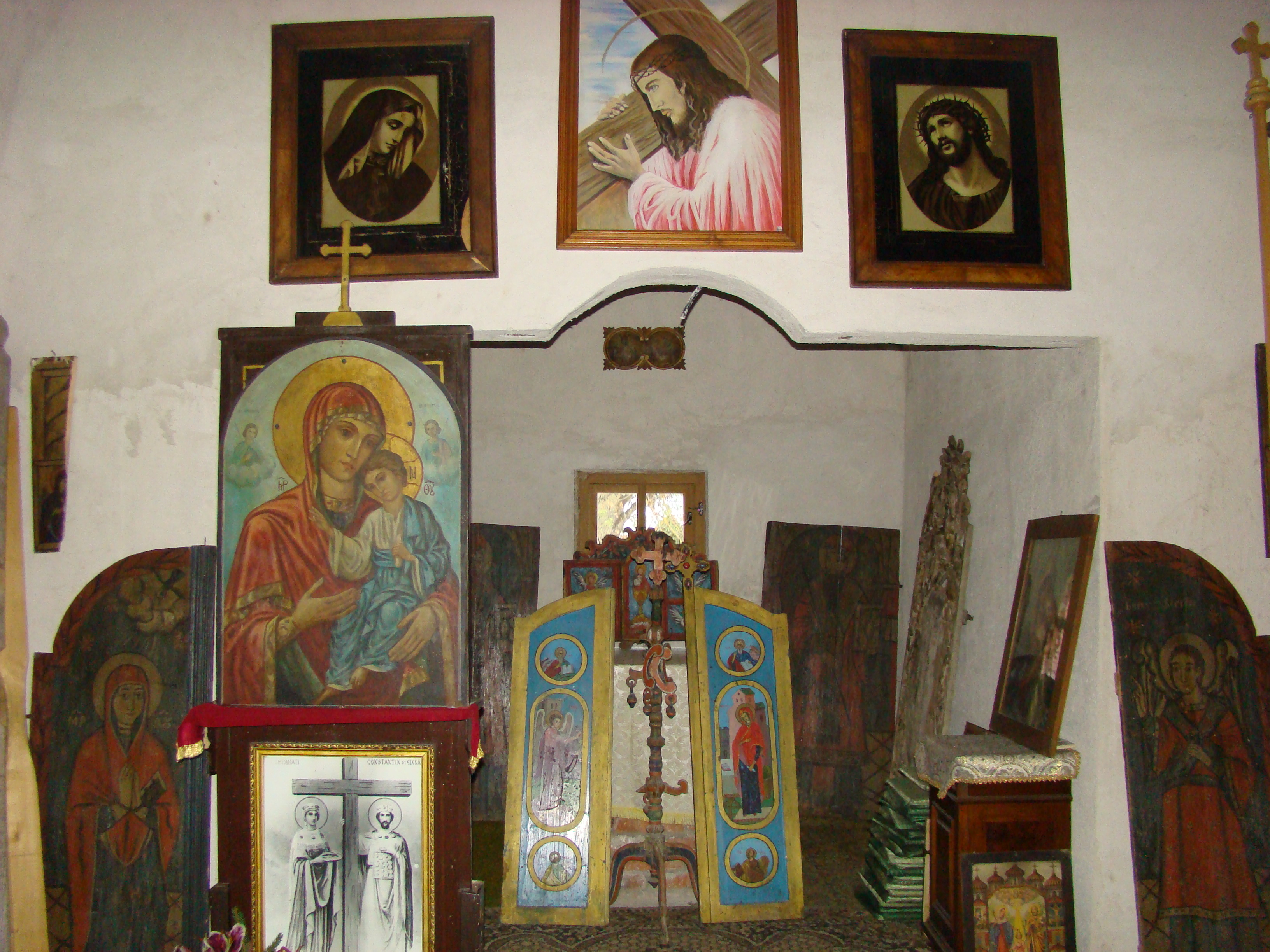
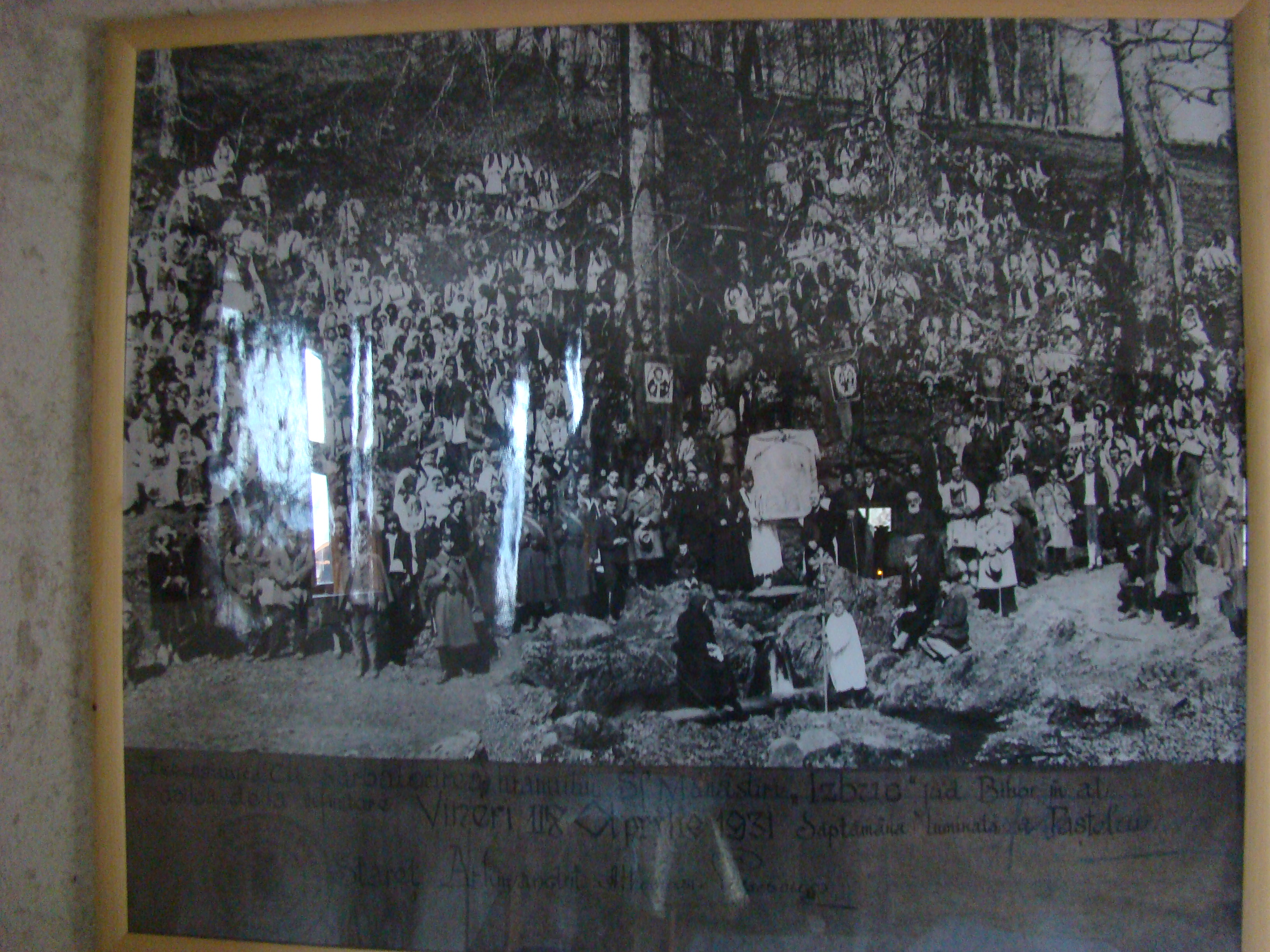
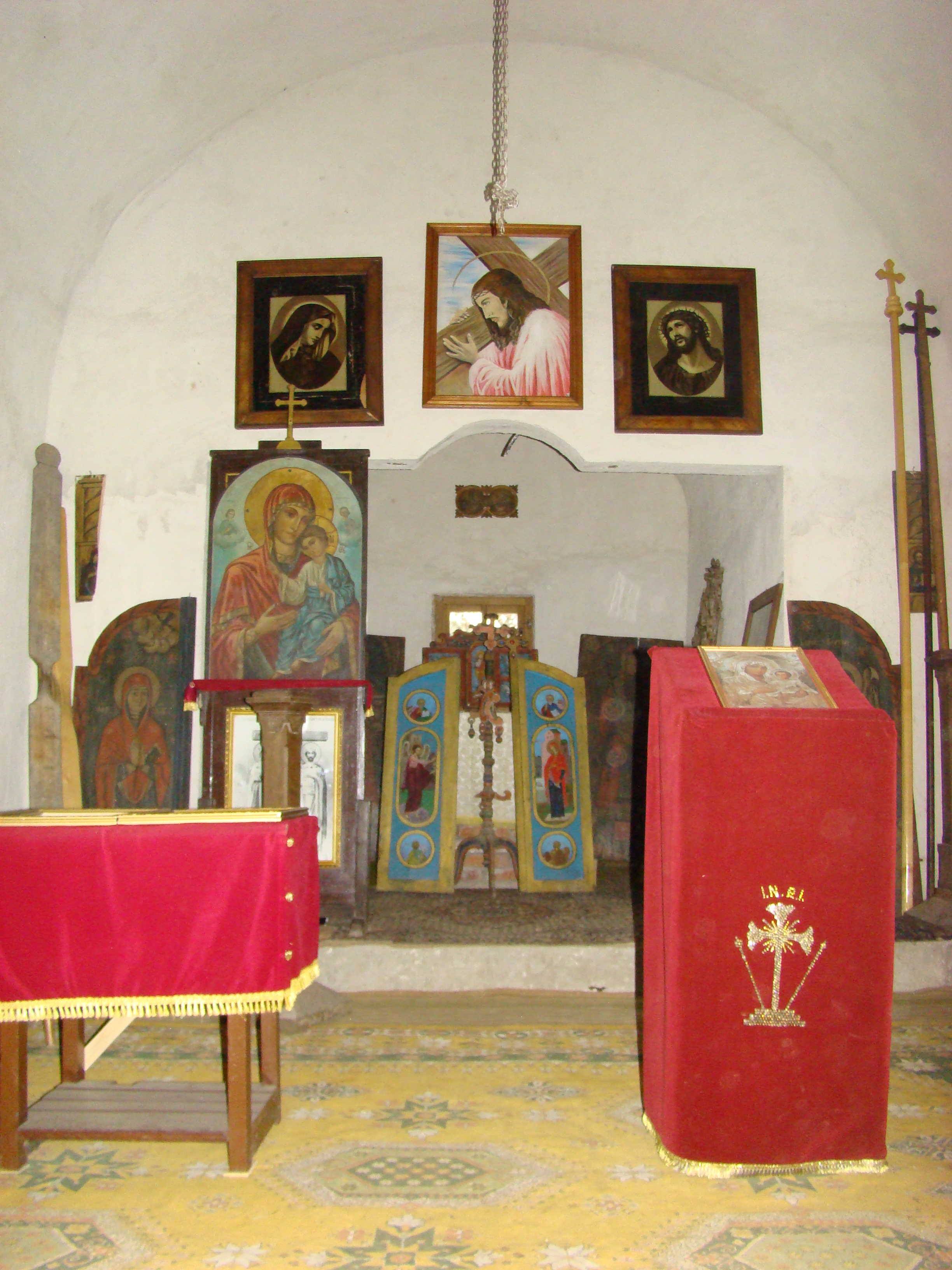
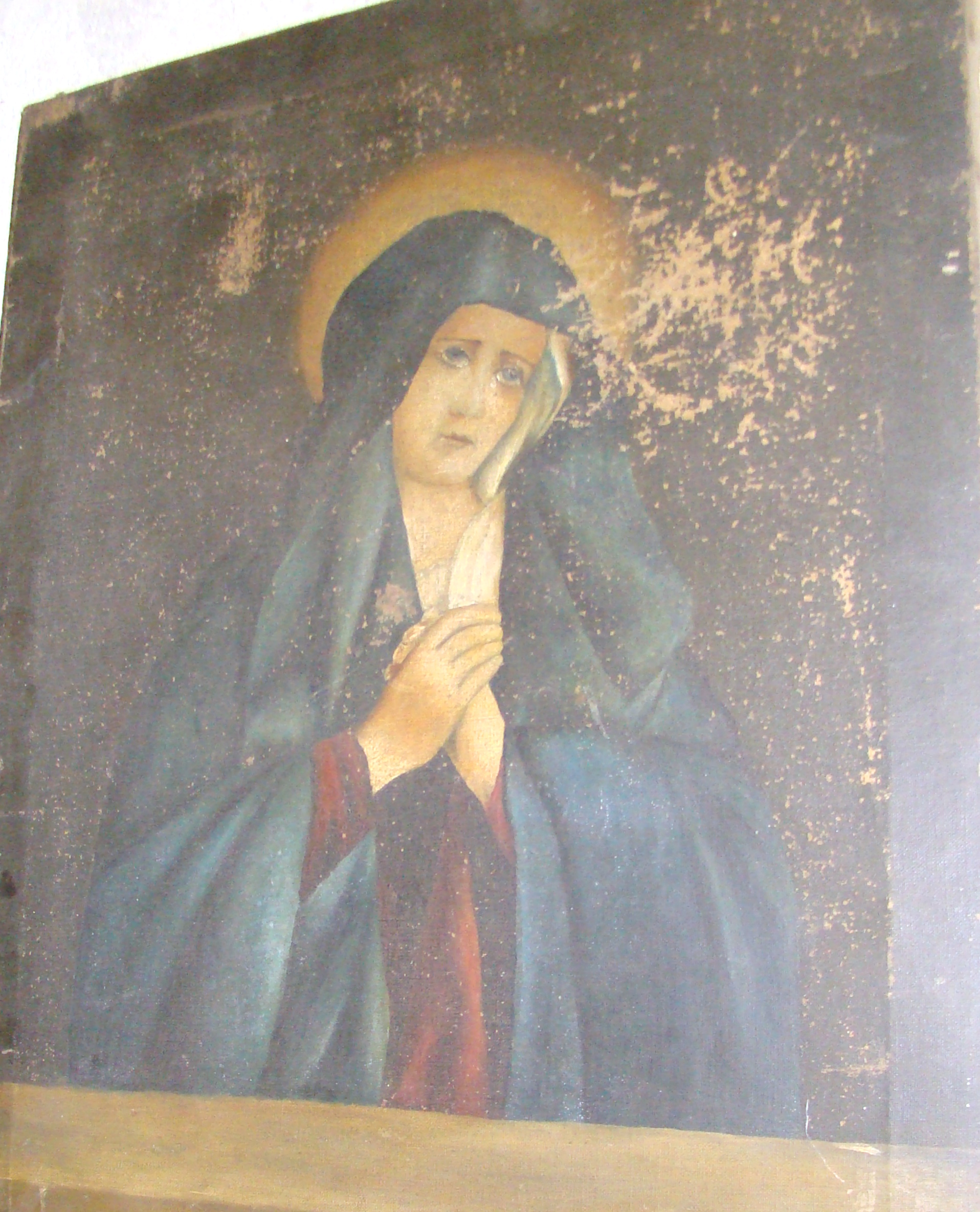
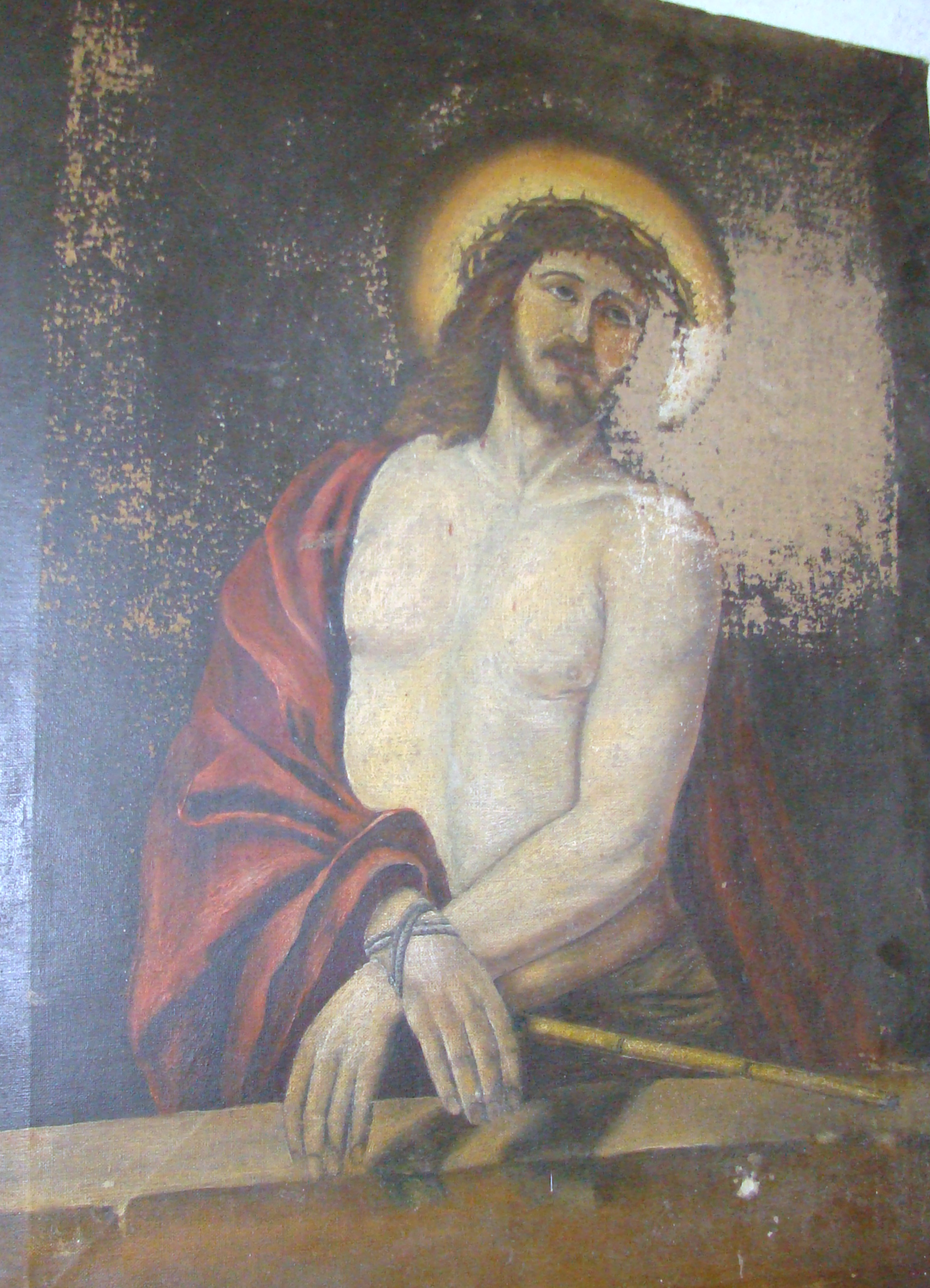
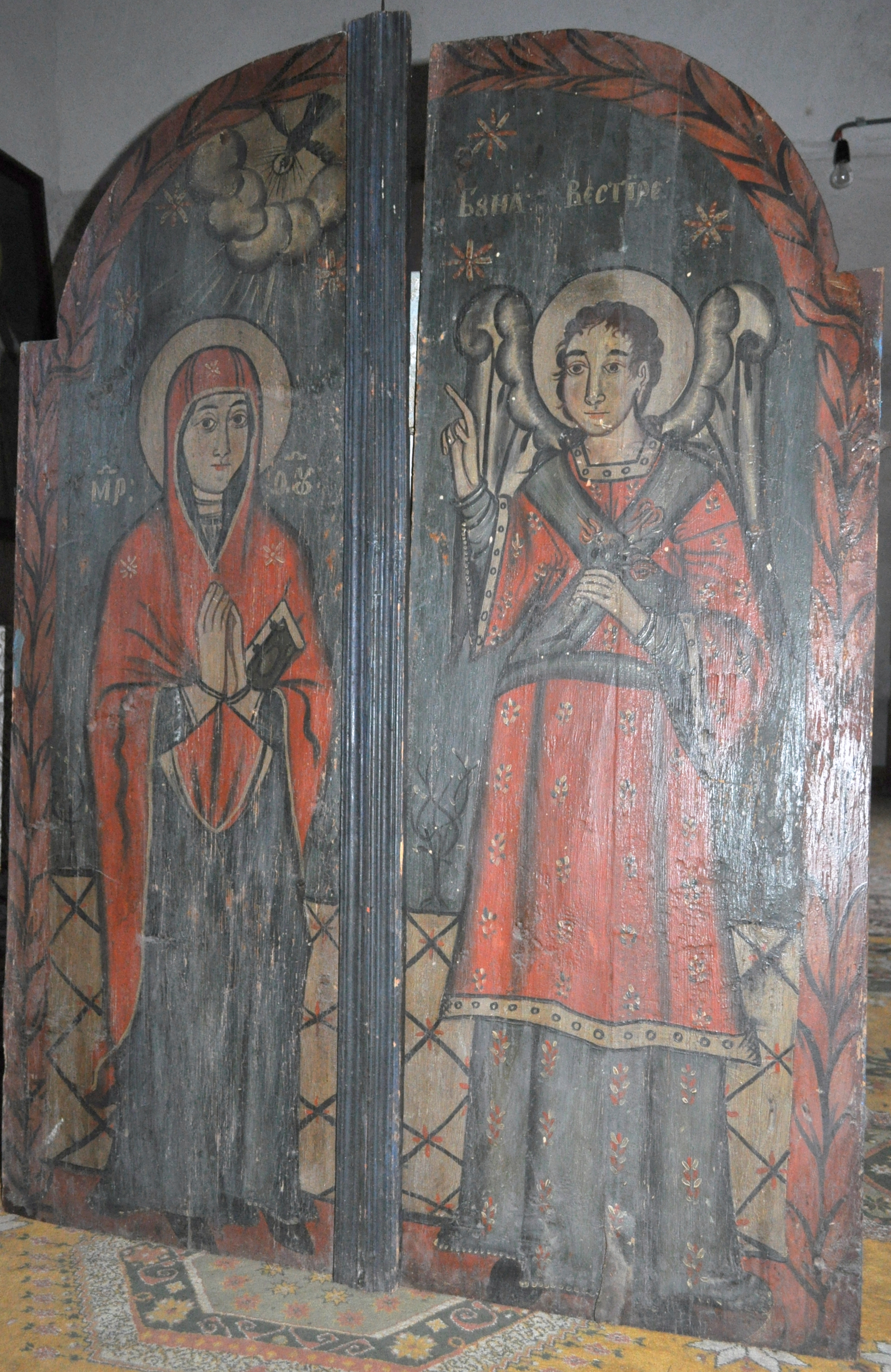